# Guerra de trincheras

Imagen de una trinchera cerca de Ovillers-la-Boisselle durante la batalla de Somme en julio de 1916.

La guerra de trincheras, guerra de posiciones o guerra de fuertes es un tipo de guerra terrestre que utiliza líneas ocupadas que comprenden principalmente trincheras militares, en las que las tropas están bien protegidas del fuego de armas pequeñas del enemigo y están sustancialmente protegidas de la artillería. Surgió a partir de una evolución en las armas de fuego. La guerra de trincheras se asocia típicamente con la Primera Guerra Mundial (1914-1918), cuando la «carrera del mar» expandió rápidamente el uso de trincheras en el frente occidental a partir de septiembre de 1914. Otros conflictos destacables en los que se dieron guerra de trincheras fueron la guerra de Secesión (1861-1865), la guerra ruso-japonesa (1904-1905) o la guerra entre Irán e Irak (1980-1988).
La guerra de posiciones proliferó cuando una revolución en la potencia de fuego no fue acompañada por avances similares en la movilidad, lo que resultó en una forma de guerra extenuante en la que el defensor tenía la ventaja. En el frente occidental en 1914-1918, ambos bandos construyeron elaborados sistemas de trincheras, subterráneos y refugios opuestos entre sí a lo largo de un frente, protegidos del asalto por alambre de púas. El área entre líneas de trincheras opuestas (conocida como «tierra de nadie») estaba totalmente expuesta al fuego de artillería de ambos lados. Los ataques, incluso si tenían éxito, a menudo sufrieron graves bajas.
El desarrollo de la guerra blindada y las tácticas de armas combinadas permitió eludir y derrotar las líneas estáticas, lo que en general provocó el declive de la guerra de posiciones después de la Primera Guerra Mundial.
Después de la Primera Guerra Mundial, la «guerra de trincheras» se convirtió en sinónimo de estancamiento, guerra de desgaste, asedios y ataques inútiles en los conflictos.

## Origen
Los edificios fuertes son casi tan viejos como la propia guerra. Sin embargo, debido al tamaño relativamente pequeño de los ejércitos y al poco alcance de las armas, tradicionalmente no era posible defender más que una distancia corta o una fortaleza aislada.

Las grandes fortificaciones del mundo antiguo, tales como la Gran Muralla China o la Muralla de Adriano, eran excepciones a la regla general y en cualquier caso no se habían diseñado para evitar completamente que el enemigo cruzase al otro lado, sino para hacer de frontera que establecía el momento en el que el enemigo había cruzado el límite. También servían para evitar o entorpecer su huida.
Aunque avanzaron grandemente tanto el diseño de fortificaciones como el de armas en la segunda mitad del segundo milenio, la invención del arco largo, la aparición del mosquete e incluso la de la artillería no cambiaron substancialmente la regla de que una fortificación necesitaba de una gran cantidad de tropas para defenderla. Un pequeño número de tropas simplemente no podían mantener un volumen de fuego suficiente como para repeler un ataque decidido.

### La guerra de asedio

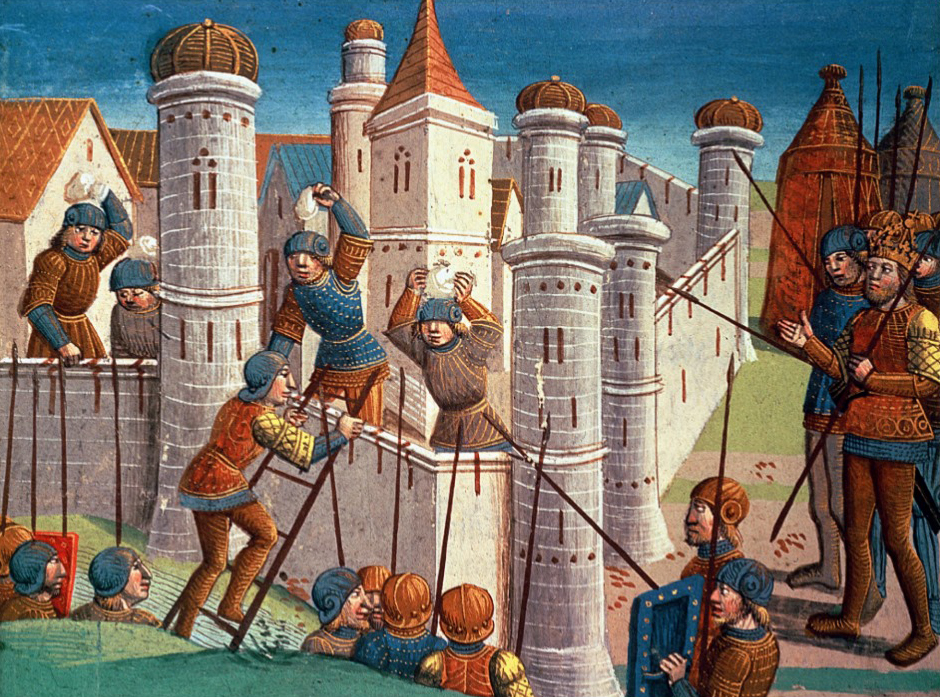
Representación del asedio de Constantinopla, capital del imperio bizantino, por el imperio otomano.

La mayoría de las técnicas utilizadas en la guerra de trincheras habían existido ya muchos años antes para la guerra de asedio. Lo novedoso fue el empleo de dichas técnicas en campo abierto entre dos ejércitos.
En su guerra de las Galias, Julio César describe cómo las legiones romanas levantaron dos inmensas paredes fortificadas alrededor de la ciudad durante la batalla de Alesia. En la muralla interna, de unos 16 km (10 mi), mantenían a Vercingétorix y a sus fuerzas dentro de la ciudad, mientras que la muralla externa les protegía de los refuerzos, que les superaban en número y trataban de romper el asedio. Los romanos lograron mantener sus posiciones entre las dos paredes; y los galos, enfrentándose a la muerte por hambre, finalmente se rindieron una vez que sus refuerzos fueron derrotados por César. Tucídides describe un asedio similar, aunque sin éxito, en el sitio de Siracusa por los atenienses durante la guerra del Peloponeso.
Una vez que se inventaron las armas de fuego, las técnicas fueron evolucionando hasta convertirse en el muy conocido ritual denominado siège en forme. El ejército atacante rodeaba una ciudad y luego emplazaba a la ciudad a rendirse. Si respondían negativamente, el ejército rodearía la ciudad con fortificaciones temporales para impedir contraataques del ejército defensor y la llegada de refuerzos. Los atacantes entonces construirían una serie de trincheras, paralelas a las defensas, y justo a la distancia de la artillería defensiva. Luego construían una trinchera en dirección a la ciudad haciendo un recorrido en zigzag, para evitar que quedase expuesta al fuego enemigo. Una vez estuviese dentro del alcance de la artillería, se cavaría otra trinchera paralela con emplazamientos para cañones. Si fuese necesario se utilizaría la primera artillería como cobertura, y el proceso se repetiría hasta que los cañones estuviesen lo suficientemente cerca como para acertar de pleno y abrir una brecha en las fortificaciones. De esta forma, las tropas de avanzadilla y las de apoyo podrían aproximarse lo suficiente como para explotar la brecha, a la vez que el proceso proseguía desde varios puntos y buscando una mayor aproximación. Después de cada paso del proceso, los asaltantes emplazarían a los defensores a la rendición, pero una vez que las tropas hubiesen alcanzado con éxito la ciudad a través de la brecha, los defensores no podrían esperar ninguna piedad. Estas técnicas fueron muy usadas por los tercios españoles, siendo un ejemplo clásico el sitio de Breda de 1625.

### Los Pa māori
Los maoríes de Nueva Zelanda construyeron barricadas denominadas Pā en colinas y penínsulas pequeñas, siglos antes del contacto con pueblos europeos. Se asemejaban a las pequeñas fortalezas de la Edad del Hierro que aparecen en los paisajes británicos e irlandeses. Cuando los maoríes se encontraron con los británicos, desarrollaron el Pā, convirtiéndole en un efectivo sistema de trincheras, que sirvió de predecesor de desarrollos similares en América y Europa. En las guerras maoríes, el Pā moderno logró neutralizar durante un tiempo la gran diferencia entre los ejércitos, tanto en número como en armamento. En Ohaeawai Pā en 1845, en Rangiriri en 1864 y otra vez en Gate Pā en 1864, las fuerzas británicas y coloniales descubrieron que un ataque frontal sobre un Pā resultaba inefectivo y sumamente costoso.
En Gate Pā, durante la Campaña Tauranga (21 de enero-21 de junio de 1864), los maoríes soportaron un bombardeo de un día de duración en sus refugios. Una vez destruida la empalizada, los británicos penetraron en el Pā, en donde los maoríes comenzaron a disparar desde trincheras escondidas, matando a 38 e hiriendo a muchos más en la batalla más costosa para los Pākehā de la guerra. Los maoríes abandonaron entonces el lugar.
Los maoríes desarrollaron sus ideas del diseño del Pā en muy poco tiempo, desde la Edad de Piedra hasta el nivel de la Primera Guerra Mundial en poco más de 30 años.

## Desarrollo

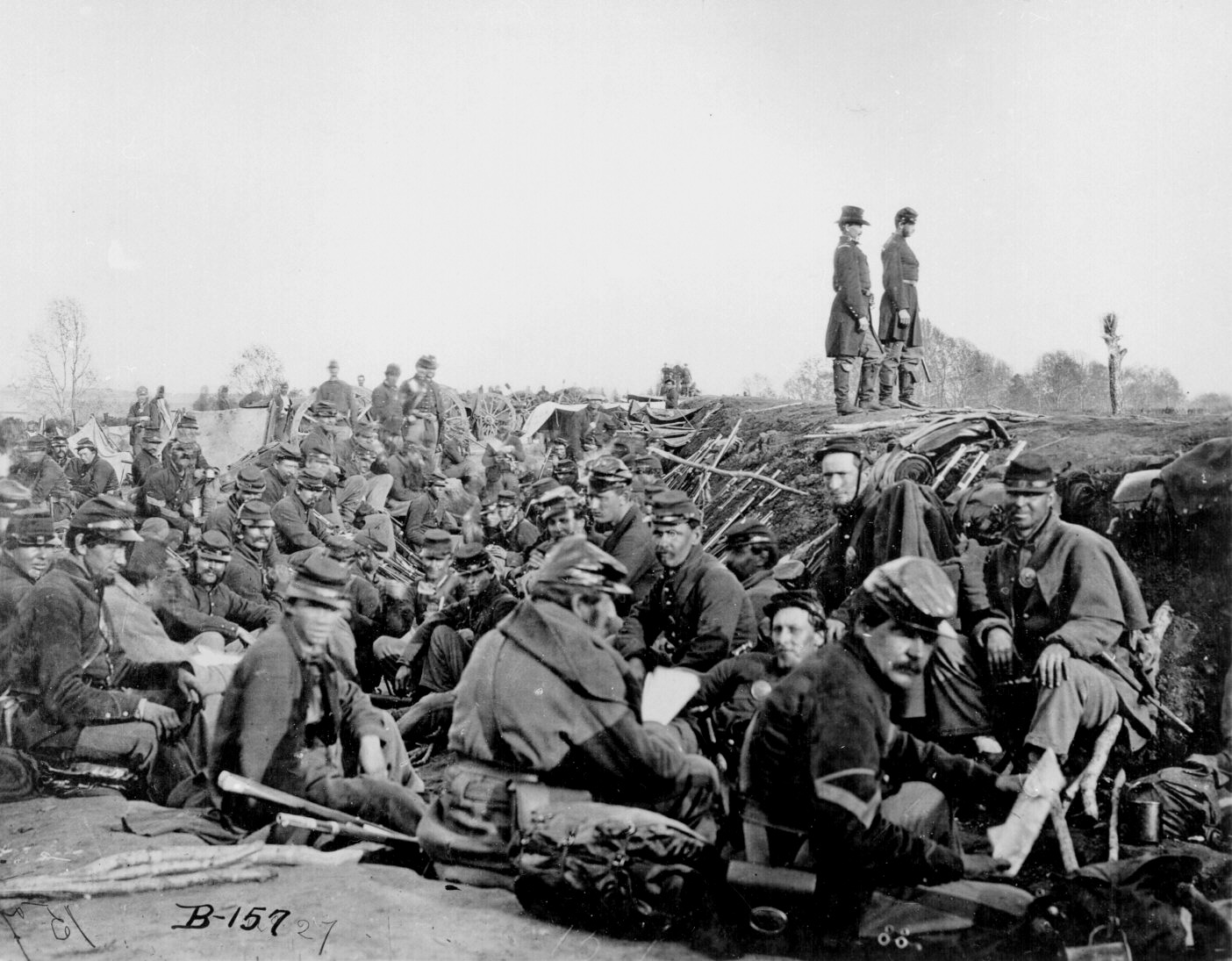
Guerra de Secesión: tropas de la Unión esperando en trincheras antes del avance en la segunda batalla de Fredericksburg (Virginia, Estados Unidos, mayo de 1863).

El primer desarrollo crítico para la aparición de la guerra de trincheras fue la introducción de los ejércitos de reclutamiento masivo, que aparecieron en la Revolución francesa y en las Guerras Napoleónicas. Antes de esto, los ejércitos consistían en un pequeño número de tropas que eran incapaces de defender un amplio territorio durante mucho tiempo. Las batallas eran breves, o degeneraban en guerras de asedio. La aparición de los grandes ejércitos hizo mucho más difícil que uno pudiese sobrepasar el flanco del otro, aunque todavía podía conseguirse, mediante cargas de caballería e infantería, que uno de ellos acabase rompiendo la formación del otro a través de un asalto directo. Un ejemplo de línea militar fortificada que se alargaba durante muchos kilómetros eran las líneas de Torres Vedras (1810), construidas por los portugueses bajo la dirección de los Ingenieros del Ejército británico, durante la guerra contra Napoleón Bonaparte.
Lo que hizo que esta táctica fuese cada vez más suicida fue el desarrollo de armas de fuego de cada vez mayor poder a mediados del siglo XIX. Cuando comenzó la guerra de Secesión, en 1861, se luchó con las mismas tácticas utilizadas en la era de Napoleón y durante siglos antes. Cuando la contienda llegaba a su sangriento final en 1865, se había convertido en un previo de la Primera Guerra Mundial, con trincheras, ametralladoras, fortificaciones de campo y bajas masivas. La batalla de Petersburg, cercana al final de la guerra, con sus trincheras y formaciones estáticas, contrasta con las primeras batallas, como la primera batalla de Bull Run, en donde las maniobras todavía eran posibles. Las famosas cargas de infantería, como la carga de Pickett en la batalla de Gettysburg, demostraron la inutilidad de un asalto directo contra una línea enemiga bien colocada.

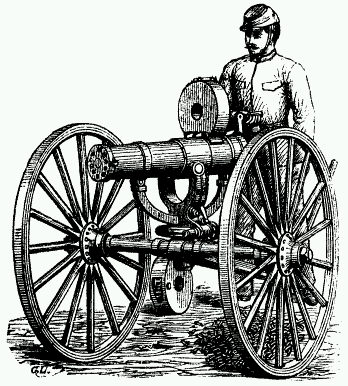
Una ametralladora Gatling. Ilustración en una enciclopedia suiza de 1885.

Dos factores principales iniciaron el cambio. En primer lugar, hubo una proliferación de fusiles de avancarga, que en la época se fabricaban por miles. Estos eran efectivos al doble de distancia que los fusiles de avancarga de la era Napoleónica y eran capaces de matar a enemigos a una distancia de 1 km. Además, permitían al tirador mantenerse a cubierto en una trinchera o detrás de algún obstáculo improvisado para poder disparar a un cuerpo de atacantes desde una distancia mucho mayor que la anterior. Los atacantes eran incapaces de cruzar lo suficientemente rápido como para evitar bajas en un número prohibitivo. Por otro lado estaba la persistencia en las tácticas en columna de las Guerras Napoleónicas, que incrementaban las bajas. Solo a finales de la guerra se corrigió este error táctico de forma generalizada, disponiendo las tropas en abierto. Por ello, la primera respuesta al incremento en el poder de fuego, la cobertura, o la segunda, la dispersión, acabaron adoptándose. La tercera, la armadura, no era una opción contra las nuevas armas. No sería una opción válida hasta la invención del motor de combustión interna y los vehículos blindados.
También influyeron otros factores que fueron apareciendo después de la guerra de Secesión. El primero fue el desarrollo del alambre de púas o de espino (inventado en 1874), que en sí mismo no causaba un gran daño a nadie, pero que podía ralentizar de forma crucial a una fuerza de ataque, y permitir a los defensores, con ametralladoras emplazadas estratégicamente, infligir graves pérdidas al enemigo. La segunda fue la mejora de la artillería, que de una u otra forma, había formado parte de la guerra desde la época clásica, y que desde la aparición de la pólvora hasta el desarrollo de la guerra de trincheras se había convertido en la mayor causa de bajas en la guerra. Fue suplantada solo brevemente por el fusil. Con el desarrollo de los cañones de acero de retrocarga por Krupp, se recuperó gran parte de su capacidad de matar (como se demostró gráficamente en la guerra franco-prusiana de 1870-1871).
En tercer lugar está la introducción de las balas explosivas y, por último, los mecanismos hidráulicos de recarga, inventados por los franceses en el cañón M1897 de 75 mm, que incrementaron significativamente la cadencia de disparo. Estos cambios aumentaron la efectividad de la artillería hasta un grado inimaginable en la década de 1870. Se creó una zona entre el atacante y el defensor, un espacio de «tierra de nadie» demasiado letal como para cruzarlo.
La batalla de Santa Inés fue el primer enfrentamiento militar en América Latina donde se excavaron trincheras. La batalla se desarrolló el 9 y 10 de diciembre de 1859 en el contexto de la guerra Federal entre las fuerzas federales del general Ezequiel Zamora y las del gobierno conservador del general Pedro Estanislao Ramos, con victoria de las primeras.

## Implantación
Aunque la tecnología y los ejércitos de reclutas habían cambiado dramáticamente la naturaleza de la guerra, la mayoría de los ejércitos todavía no se habían dado cuenta de las implicaciones de los cambios. Al comienzo de la Primera Guerra Mundial, la mayoría de los ejércitos se prepararon para una conflagración breve, con tácticas y estrategias similares a las usadas en tiempos de Napoleón.
Sin embargo, en cuanto empezó la guerra, los alemanes y los aliados (principalmente los franceses y los británicos) pronto percibieron que con las armas modernas, cualquier lugar podía ser fácilmente defendido por un puñado de hombres de infantería. Como atacar frontalmente suponía una cantidad de bajas inaceptable, era esencial una operación de desborde por los flancos. Tras la batalla del Marne en septiembre de 1914, se intentaron una serie de flanqueos y la ampliación de las líneas de defensa fortificadas para superar las del contrario, en lo que se conoció como la «carrera al mar». Los dos bandos cavaron lo que esencialmente era un par de trincheras desde la frontera suiza hasta el sur del mar del Norte, en la costa de Bélgica. La guerra de trincheras prevaleció en el Frente occidental desde el 16 de septiembre de 1914 hasta que los alemanes lanzaron su «Ofensiva de Primavera», Operación Michael, el 21 de marzo de 1918.
En el frente occidental, las pequeñas e improvisadas trincheras de los primeros meses pronto empezaron a crecer en profundidad y complejidad, creándose gradualmente vastas áreas defensivas interconectadas. El espacio entre las trincheras se denominaba «tierra de nadie» y variaba en distancia en función del campo de batalla. En el frente occidental era habitualmente de 90 a 270 metros (100 a 300 yardas) y de solo 27 m (30 yd) en algunos puntos. Tras la retirada alemana hasta la línea Hindenburg en marzo de 1917, se estrechó hasta casi un km en algunos lugares. En la batalla de Galípoli, la distancia entre las trincheras se redujo hasta solo 15 m (16 yd), lo que provocó una incesante guerra de granadas. En el Frente oriental y en Oriente Próximo, las áreas a cubrir eran tan grandes y las distancias a los suministros eran tan amplias, que la guerra de posiciones no se llegó a practicar.
La guerra de trincheras en los Alpes llegó a extenderse hasta la tercera dimensión, en desniveles verticales y en lo más profundo de las montañas, hasta alturas de 3900 m s. n. m. La gestión y los perfiles de las trincheras tuvieron que adaptarse al terreno escarpado, a las rocas y al clima. Algunos sistemas de trincheras se llegaron a construir en glaciares (por ejemplo, en los Dolomitas).

### Sistema defensivo

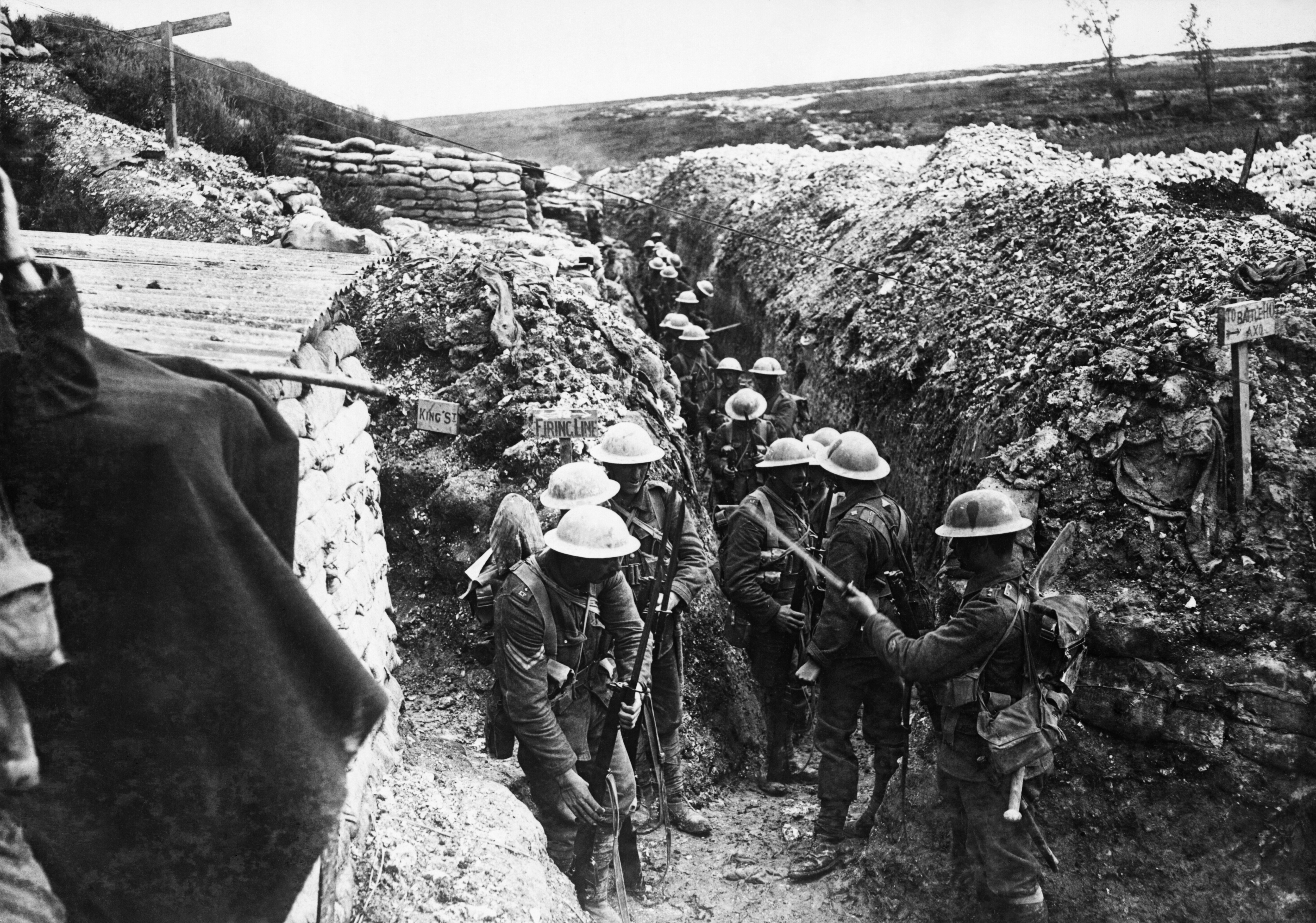
Primer batallón de los Fusileros de Lancashire, en una trinchera de comunicación cerca de Beaumont-Hamel (1916).

Al poco tiempo de comenzar la guerra, la estrategia defensiva británica sugirió un sistema principal de trincheras de tres líneas paralelas con cada línea conectada por trincheras de comunicación. El punto en el que una trinchera de comunicación hacía intersección con la trinchera frontal era de una importancia crítica y normalmente se encontraba fuertemente fortificado. La trinchera frontal tenía una guarnición ligera y solía estar ocupada solo por las tropas de guardia al amanecer y al anochecer. Entre 63 y 90 metros (70 a 100 yardas) más alejada se hallaba la trinchera de apoyo (o «de viaje»), que sería a la que retrocedería la guarnición en el caso de que la trinchera frontal fuese bombardeada. Entre 270 y 450 metros (300 a 500 yardas) más atrás se encontraba la tercera trinchera de reserva, en donde las tropas de reserva se podían juntar para un contraataque si las trincheras frontales eran capturadas.
Este sistema defensivo pronto se volvió obsoleto, a medida que fue creciendo el poder de la artillería. Sin embargo, en algunos sectores del frente, la trinchera de apoyo se mantuvo como señuelo para atraer el fuego enemigo lejos de las líneas frontales y de reserva. Se encendían fuegos para hacerla parecer habitada, y los daños producidos por las bombas eran reparados inmediatamente.

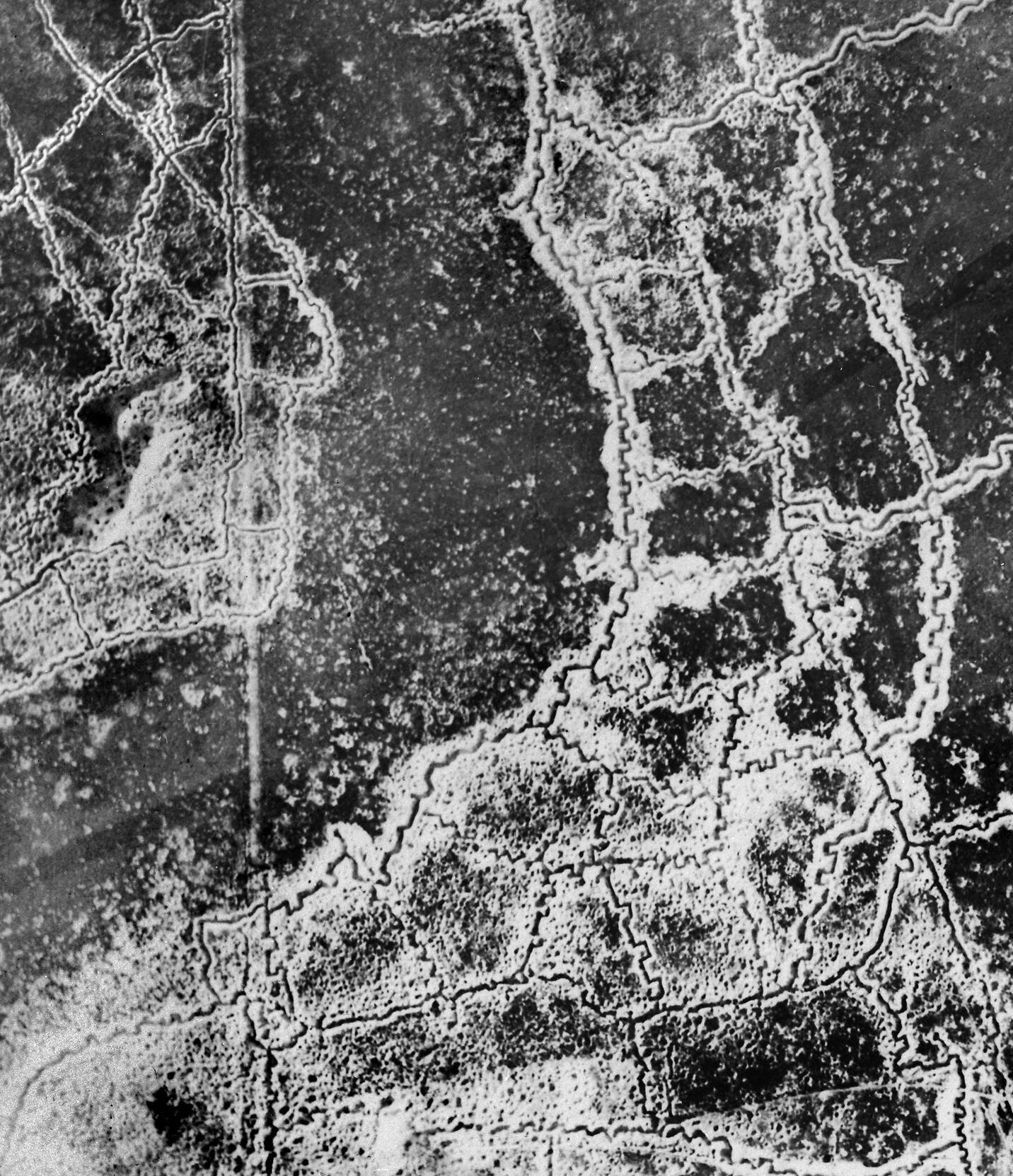
Vista aérea de trincheras opuestas entre Loos y Hulluch en julio de 1917. Las trincheras alemanas son las situadas en la parte inferior derecha, mientras que las británicas están en la parte superior izquierda. El territorio entre ambas era la «tierra de nadie» y a la izquierda del centro se divisa una antigua carretera existente antes de la guerra.

También se construían trincheras temporales. Cuando se planeaba un ataque a gran escala, se cavaban trincheras de reunión cerca de la trinchera frontal. Servían como refugio a las oleadas de tropas atacantes que seguirían a las primeras que dejaban la trinchera frontal. También se cavaban zanjas en dirección a la tierra de nadie con diversos propósitos, como conectar la trinchera frontal con un puesto de escucha cerca del enemigo, o servir de una zona de ataque avanzado para un ataque por sorpresa.
Cuando un lado de la línea frontal se curvaba hacia el enemigo, se formaba un saliente (una zona vulnerable al poder ser atacada desde varios flancos). La línea cóncava enfrentada a un saliente se denomina reentrada.
Detrás del sistema frontal de trincheras solía haber al menos dos sistemas de trincheras preparados al menos parcialmente. Los alemanes a menudo preparaban múltiples sistemas de trincheras redundantes. En 1916, su frontal de Somme mostraba dos sistemas completos de trincheras, separados un kilómetro el uno del otro, con un tercer sistema parcialmente completo otro kilómetro más atrás. Esta duplicidad hacía que fuese virtualmente imposible atravesar las fortificaciones. En el caso de que una sección del primer sistema de trincheras fuese capturada, se cavaría una trinchera para conectar el segundo sistema con la parte de la primera que todavía estuviese bajo control.
Los alemanes crearon una especie de ciencia en cuanto al diseño y construcción de defensas. Utilizaban hormigón armado para construir puntos estratégicos, así como refugios profundos, ventilados y a prueba de bombas. Estaban más dispuestos que sus enemigos a hacer una retirada estratégica a una posición mejor preparada defensivamente. También fueron los primeros en aplicar el concepto de «defensa en profundidad», en donde las líneas frontales tenían cientos de metros de profundidad y contenían una serie de puestos de avanzada en lugar de una trinchera continua. Cada avanzada podía dar fuego de apoyo a sus vecinos, y si bien los atacantes tenían libertad de movimientos entre los puestos avanzados, estaban continuamente expuestos al fuego cruzado contra ellos. Los británicos acabaron adoptando un sistema parecido, pero estaba incompleto cuando los alemanes lanzaron su «Ofensiva de primavera» en 1918, y demostró ser desastrosamente inefectivo.

### Construcción de trincheras

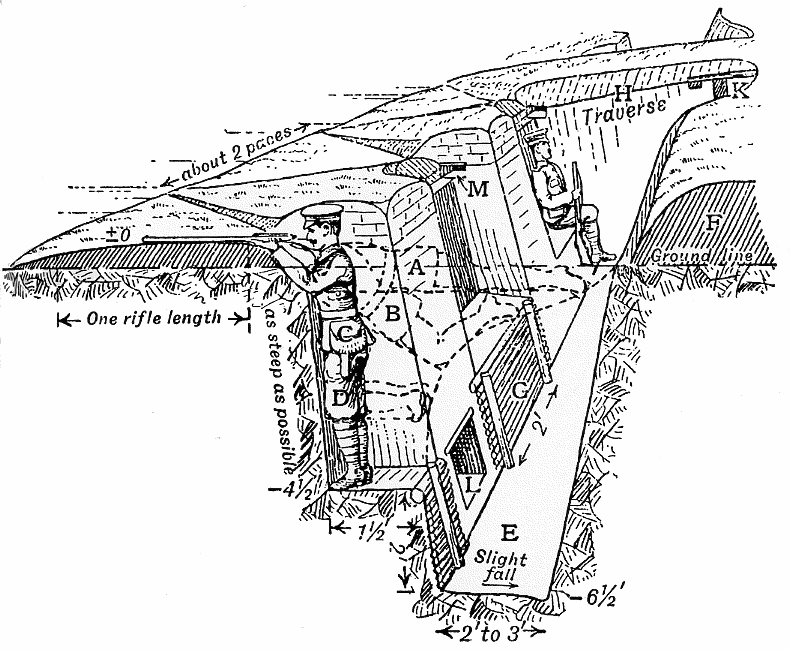
Diagrama de construcción de una trinchera extraído de un manual de infantería británico de 1914.

Las trincheras nunca eran rectas, sino que se cavaban en un esquema dentado, que convertía la línea en segmentos conectados por traviesas. Esto implicaba que un soldado nunca podía ver más de 10 m aproximadamente a lo largo de la trinchera. Con ello el enemigo no podría enfilar la trinchera completa si lograba ganar acceso a algún punto y, si caía un obús en alguna trinchera, la metralla (a menudo llamada incorrectamente shrapnel) no podría llegar muy lejos.
El lado de la trinchera que miraba al enemigo se denominaba el parapeto (del italiano «-petto», que significa «pecho»), y tenía un escalón de fuego. El lado trasero de la trinchera se denominaba el parados (del francés «-dos», que significa «espalda»). El parados protegía la espalda del soldado de la fragmentación de las bombas que caían detrás de la trinchera. Si el enemigo conquistaba la trinchera, entonces los parados se convertían en su parapeto. Los laterales de la trinchera se recubrían con sacos de arena, astillas y trozos de madera y alambre. El suelo normalmente se recubría con planchas de madera.
Se construían refugios de distintos grados de lujo en la retaguardia de la trinchera de apoyo. Los refugios británicos solían estar entre 2,5 m y 5 m de profundidad, mientras que los alemanes solían estar mucho más profundos, a un mínimo de 3,5 m, y en ocasiones cavaban tres pisos, con escaleras de hormigón para acceder a los niveles superiores.

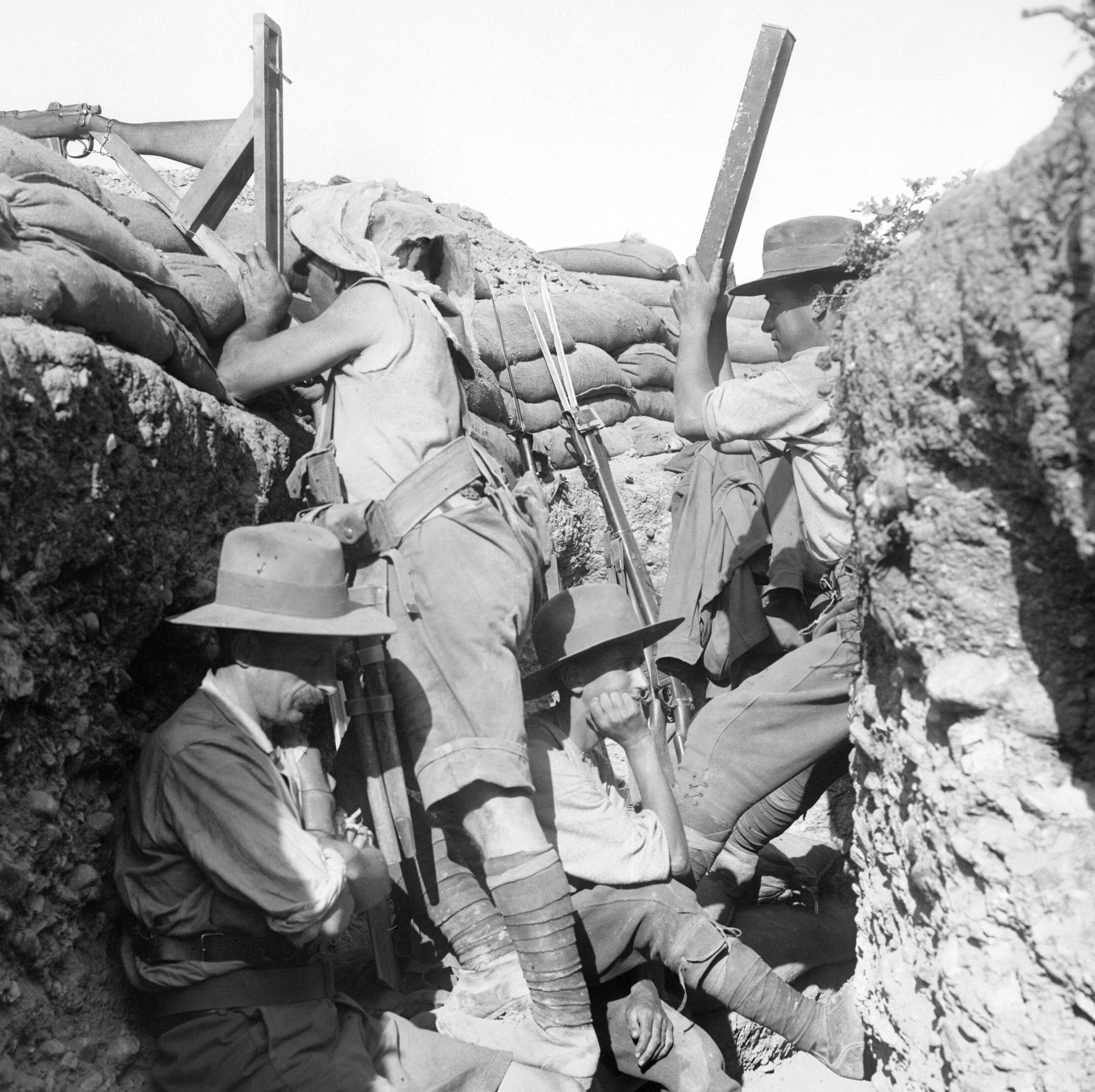
Miembro de la caballería ligera australiana utilizando un fusil periscópico, Galípoli, 1915.

Para permitir a un soldado ver fuera de la trinchera sin exponer su cabeza, se creaba un agujero en el parapeto. Podía ser simplemente un hueco entre las bolsas de arena o podía estar protegido por una plancha de acero. Los francotiradores alemanes utilizaban munición antiblindaje que les permitía penetrar las planchas de acero. La otra forma de observar desde una trinchera era mediante un periscopio. Su forma más sencilla era un tubo hueco con dos ángulos de espejos en las partes superior e inferior. En las trincheras del ANZAC (Australian and New Zealand Army Corps) en Galípoli, en donde los turcos tenían el terreno más alto, se desarrolló el fusil periscópico para que los australianos y neozelandeses pudieran disparar al enemigo sin exponerse ellos mismos, tras el parapeto.
Había tres formas estándar de cavar una trinchera. La primera era que la persona se pusiese de pie sobre la superficie y cavase hacia abajo. Era la más efectiva en cuanto a velocidad, ya que permitía a muchos trabajadores a la vez, pero tenía el problema de que los trabajadores quedaban expuestos al fuego enemigo. Por eso solo podía usarse en la zona de retaguardia o por la noche. La segunda opción era ampliar una trinchera existente cavando desde el extremo. Los trabajadores no quedaban expuestos, pero solo podían trabajar uno o dos hombres al mismo tiempo. Por último, se podían cavar túneles, en cuyo caso se mantenía un «techo» de tierra encima de la trinchera hasta terminar el trabajo. Luego se quitaba el techo y se podía ocupar la trinchera.
Según la información que manejaban los ingenieros ingleses, se podían completar 250 m de trinchera frontal utilizando 450 hombres en seis horas (por la noche). Después la trinchera necesitaba mantenimiento continuo para evitar el deterioro causado por el clima y las bombas.

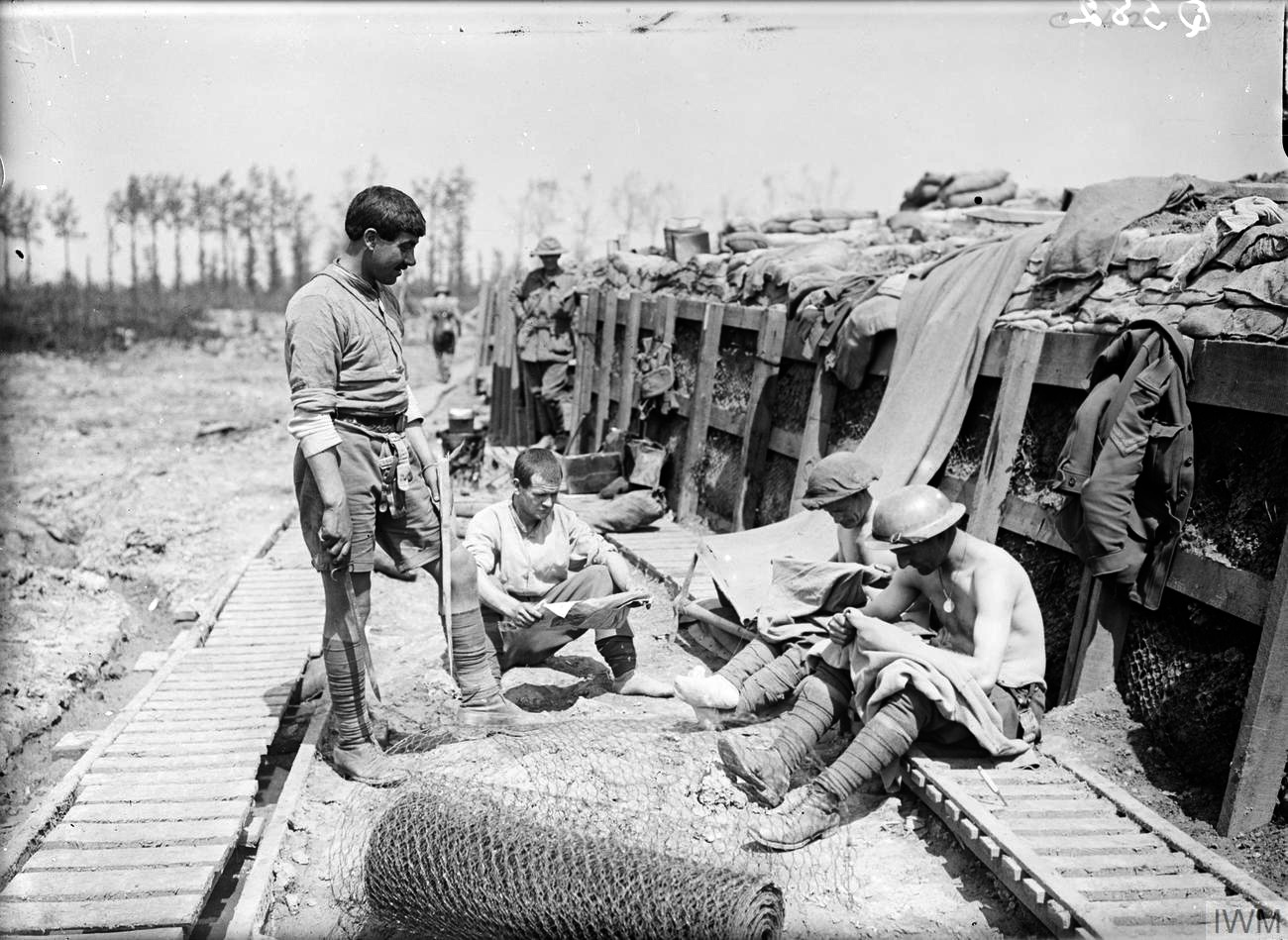
Falsa trinchera construida con sacos (Armentières, 1916).

El campo de batalla de Flandes, en donde se produjo parte de la lucha más encarnizada, presentaba numerosos problemas para la guerra de posiciones, y especialmente para los británicos, que en muchos casos se veían obligados a ocupar las zonas más bajas. En muchos lugares, el nivel freático estaba a poco más de un metro de profundidad, por lo que cualquier trinchera que se excavase se inundaría rápidamente. Por ello, muchas «trincheras» en Flandes estaban realmente por encima de la tierra, construidas a base de construcciones masivas por medio de sacos de tierra (llenos con arcilla). En un principio, tanto el parapeto como el parados estaban construidos de esta forma, pero más tarde la técnica fue abrir el parapeto en gran parte de la línea, de forma que la retaguardia estuviese expuesta al fuego desde la línea de reserva, en el caso de que el enemigo capturase la trinchera frontal.

### Geografía
La naturaleza confinada, estática y subterránea de la guerra de trincheras fue desarrollando su peculiar forma de geografía propia. En la zona del frente, la infraestructura convencional de transporte mediante carreteras y ferrocarriles fue reemplazada por una serie de trincheras y el uso de ferrocarriles de vía estrecha con vagones ligeros. La ventaja crítica que suponía el hecho de situarse en las zonas geográficas de mayor altitud implicaba que las pequeñas colinas o elevaciones ganaran una importancia estratégica enorme. Muchos suaves valles o colinas eran tan sutiles que podrían haber pasado desapercibidos hasta que la línea del frente no llegó a establecerse en ellos. Algunas colinas se denominaban mediante su altura en metros, como la Colina 60. Una granja, un molino o un árbol muerto se convertían en foco de lucha simplemente porque eran las características identificables del terreno más grandes. Sin embargo, no le llevaba mucho tiempo a la artillería arrasarlo, de forma que se acababa convirtiendo en un simple nombre en un mapa.

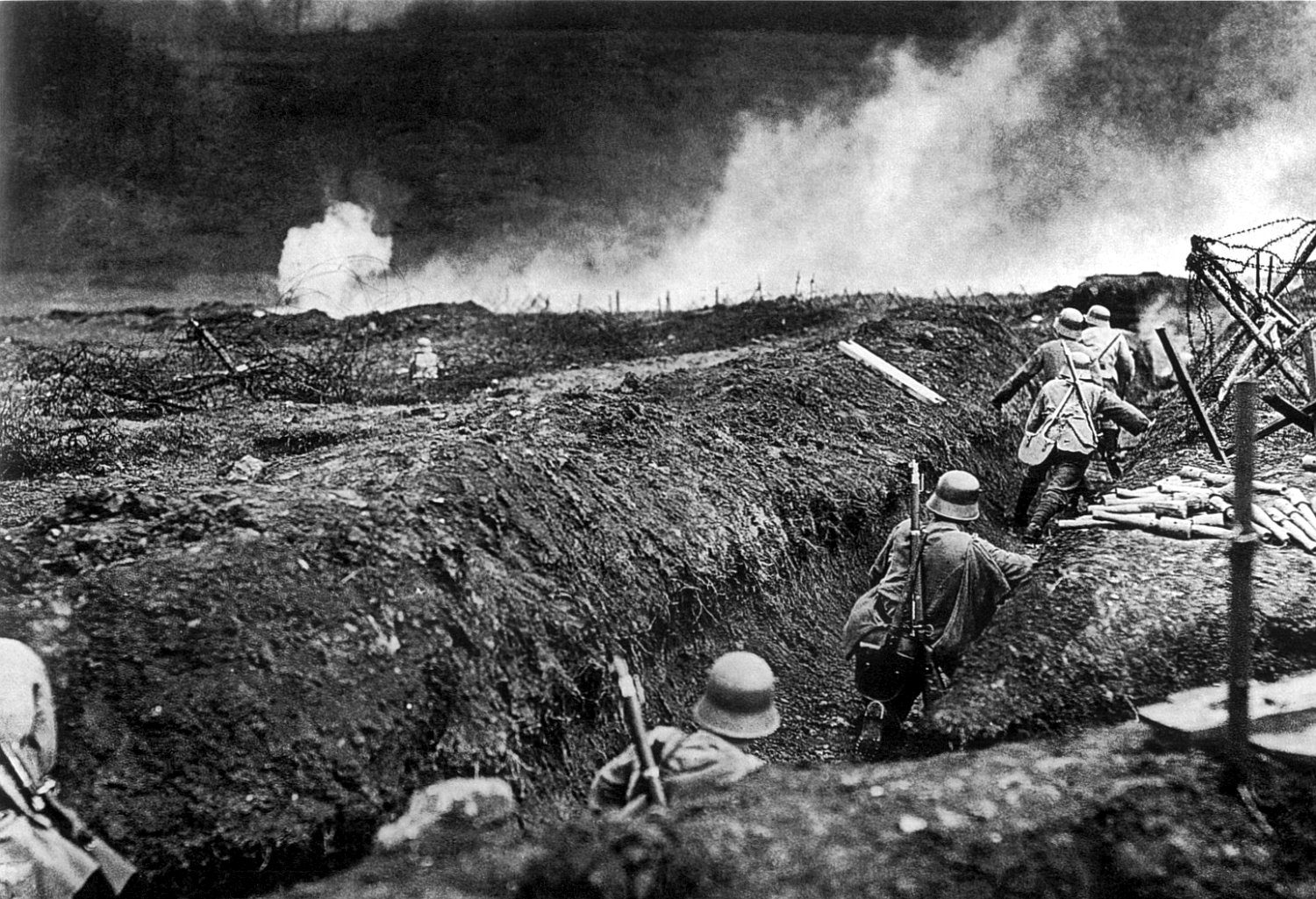
Tropas de asalto alemanas entrenándose con un Flammenwerfer M.16. cerca de Sedán (Francia) en mayo de 1917.

A las características del campo de batalla se les podían dar nombres descriptivos («Bosque Polígono»), nombres curiosos («Valle Salchicha»), el nombre de una unidad o el de un soldado. También se solían añadir complementos con referencias a la muerte («La loma del muerto»). Igualmente había sistemas de trincheras con nombres como «El Tablero de Ajedrez», por el esquema que dibujaban. Los australianos, en la batalla de la granja Mouquet, llegaron a llamar a los lugares como «puntos» («Punto 81» o «Punto 55»), por la falta de referencias y de avances en el terreno.
Las trincheras enemigas que se convertirían en objetivos necesitaban asimismo un nombre. Algunas se llamaban por algún acontecimiento observado, como «La Trinchera de los Oficiales Alemanes», por haber visto a un grupo de oficiales en ese lugar, o la «Trinchera de las Raciones», por haber avistado las partidas que llevaban las raciones a los soldados. Los británicos les daban en algunos casos un toque alcohólico («Trinchera Cerveza», «Trinchera Bitter» o «Trinchera Pilsen», por ejemplo). A otras trincheras se les denominaba según su función en el sistema («Trinchera Intermedia»).
Algunas secciones del sistema de trincheras británico recibían nombres del juego del Monopoly. Las divisiones regulares solían utilizar el nombre de sus unidades y los australianos usaban nombres de soldados.

## La vida en las trincheras

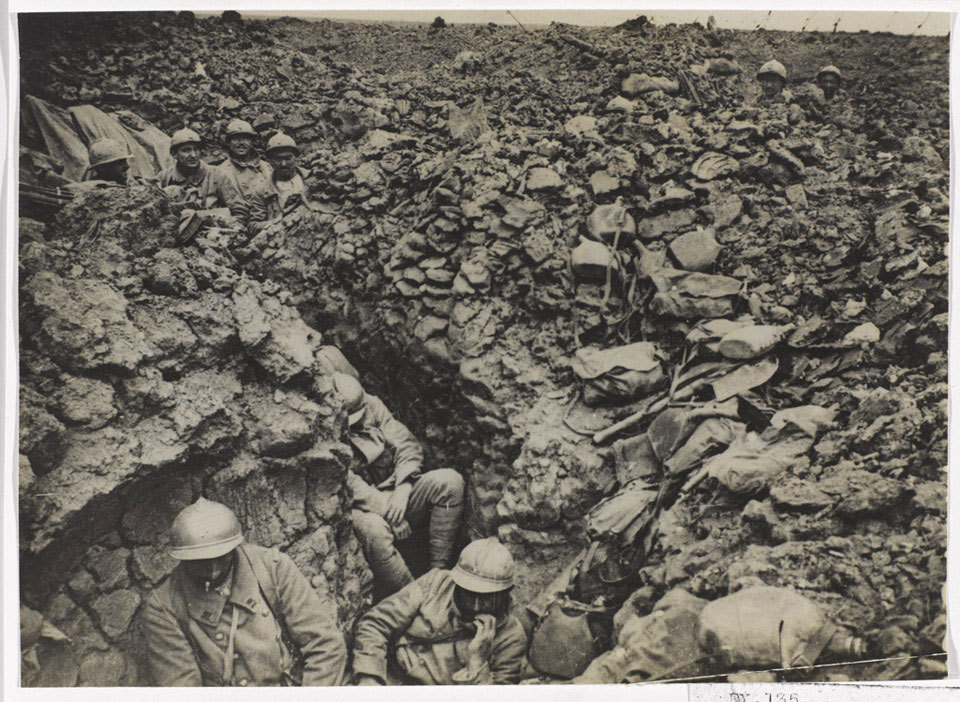
Trinchera francesa (Verdún, 1916).

El tiempo que pasaba un soldado concreto en el frente era normalmente breve; desde un día hasta dos semanas antes de ser relevado. El Batallón 31 de las tropas australianas pasó una vez 53 días en el frente en Villers Bretonneux, aunque eso era una rara excepción. El tiempo que dedicaba al año un soldado británico se podía dividir de esta forma:
- 15 % línea del frente
- 10 % línea de apoyo
- 30 % línea de reserva
- 20 % resto
- 25 % otros (hospital, viajando, permisos, entrenamiento, etc.)

Incluso cuando estaban en el frente, el soldado normalmente solo era llamado a luchar un puñado de veces al año: realizando un ataque, defendiendo la posición o participando en una escaramuza. La frecuencia del combate sería mayor en el caso de las tropas de élite.

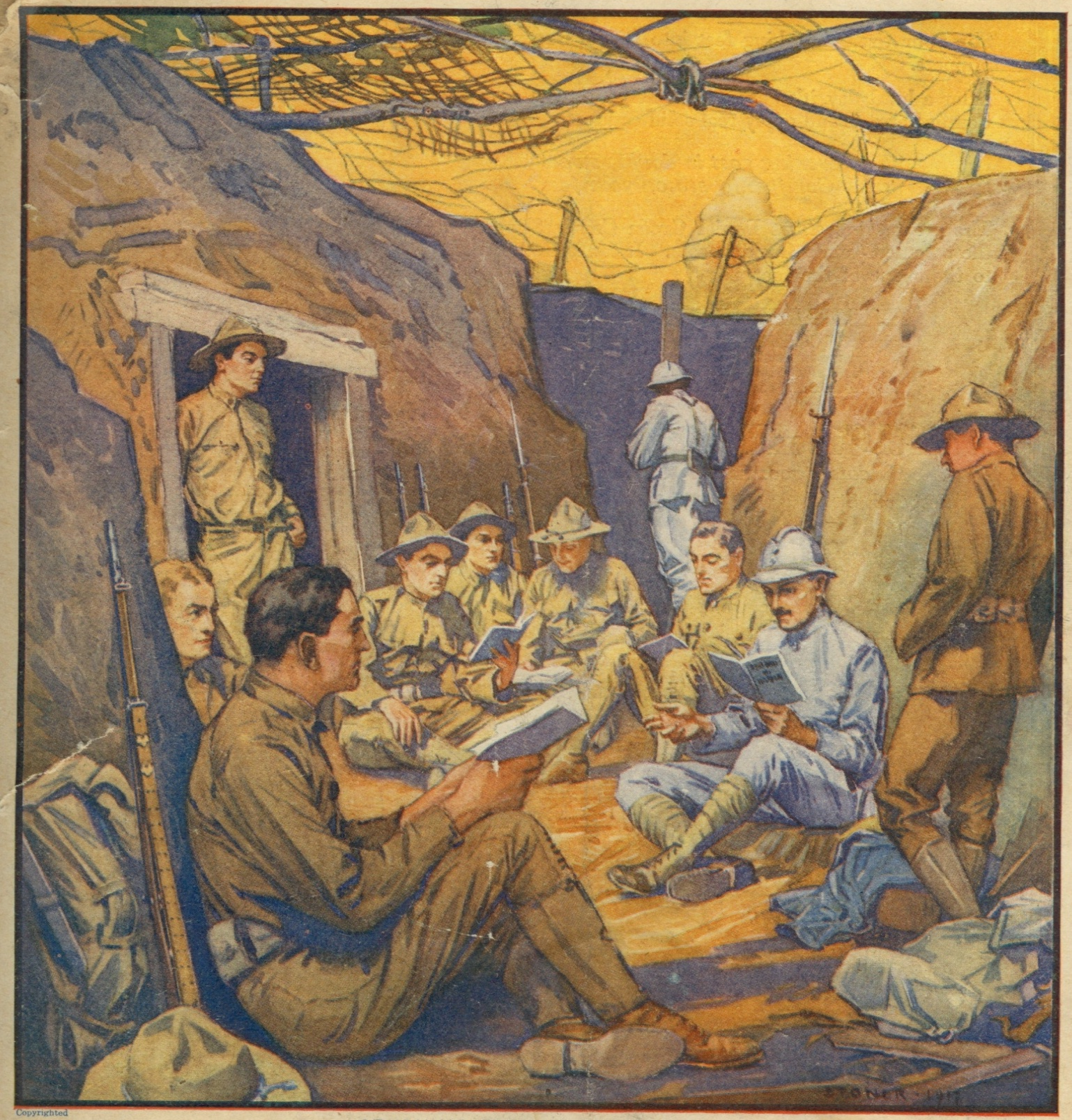
«Estudiando francés en las trincheras», The Literary Digest, 20 de octubre de 1917.

Algunos sectores del frente veían muy poca actividad a lo largo de la guerra, haciendo que su vida en las trincheras fuera relativamente fácil. Cuando el primer Cuerpo Anzac llegó a Francia en abril de 1916, tras la evacuación de Galípoli, se les destinó a un sector relativamente pacífico en el sur de Armentières para aclimatarse. Otros sectores estaban en un estado permanente de actividad bélica. En el Frente Occidental, Ypres era siempre un infierno, especialmente para los británicos situados en el saliente. Sin embargo, los sectores más pacíficos también sumaban bajas diarias por disparos de francotiradores, artillería y gas. En los primeros seis meses de 1916, antes de la ofensiva del Somme, los británicos no se habían embarcado en ninguna batalla significativa en ese sector, y sin embargo habían sufrido 107 776 bajas.
Un sector del frente se asignaba a un Cuerpo de Ejército, que normalmente tenía tres divisiones. De estas, dos ocuparían sectores adyacentes en el frente y la tercera estaría descansando en la retaguardia. Esto se replicaría a lo largo de la estructura del ejército de forma que en cada división de primera línea, que normalmente tenía tres brigadas de infantería, dos ocuparían el frente y una tercera estaría en reserva. Dentro de cada brigada en la línea del frente, que normalmente tenía cuatro batallones (regimientos en el caso de Alemania), dos estarían en el frente y dos en reserva. Y lo mismo ocurriría con las compañías y los pelotones. La rotación sería más frecuente en las divisiones más pequeñas de la estructura militar.

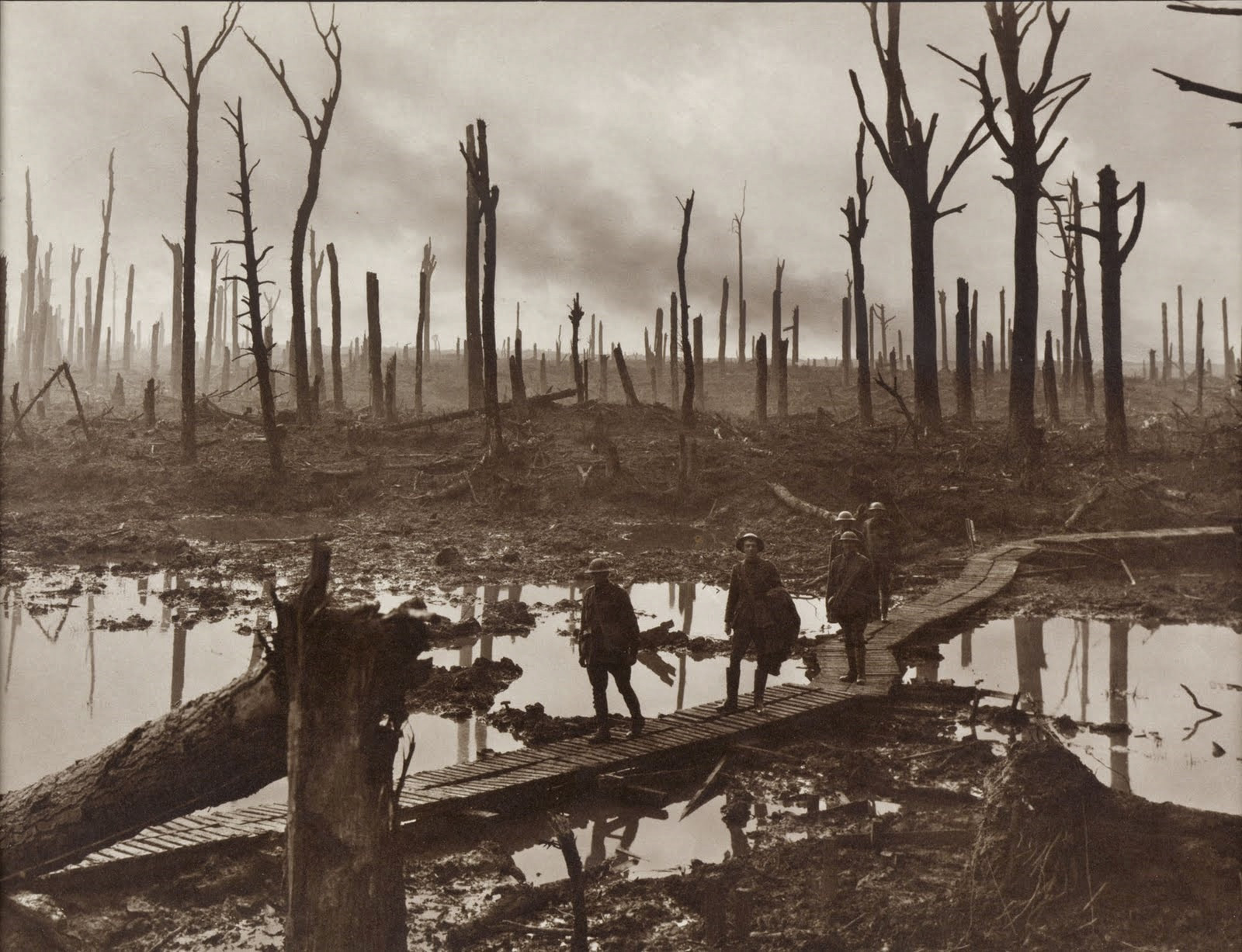
Chateau Wood, Ypres, 1917.

Durante el día, los francotiradores y los observadores de la artillería en globos cautivos hacían que el movimiento fuese peligroso, por lo que las trincheras estaban normalmente en silencio. Por ello, las trincheras estaban más activas durante la noche, cuando la cobertura de la oscuridad permitía el movimiento de las tropas y de los suministros, el mantenimiento y la expansión del alambre de espino y el sistema de trincheras, y el reconocimiento de las defensas enemigas. Los puntos de escucha en tierra de nadie intentaban detectar patrullas enemigas y partidas de trabajo, así como indicios de un posible ataque.
Se llevaban a cabo escaramuzas (pequeños ataques sin intención de conquistar el terreno) con el fin de capturar prisioneros y «botín» (cartas y otros documentos con información sobre la unidad que ocupaba la trinchera opuesta, raciones, etc.). A medida que la guerra seguía adelante, estas escaramuzas se convirtieron en parte de la política general llevada a cabo por los británicos, con la intención de mantener el espíritu de lucha de las tropas, y para impedir a los alemanes ocupar la tierra de nadie. Ese dominio se consiguió a un coste muy alto, y los estudios británicos tras el conflicto concluyeron que los beneficios probablemente no valieron el coste.
A comienzos de la guerra se preparaban estos pequeños ataques por sorpresa, particularmente lo hacían los canadienses, pero el incremento de la vigilancia hizo que la sorpresa fuese difícil a medida que la guerra avanzaba. En 1916, las operaciones eran ejercicios muy bien planeados, con armas combinadas, y que suponían la cooperación entre la infantería y la artillería. Comenzaría con un bombardeo intenso de la artillería con el fin de evacuar o matar a la guarnición de la trinchera del frente y cortar el alambre de púas. Luego se trasladaba el bombardeo, haciendo una especie de caja o cordón que impidiese un contraataque contra la infantería.

## La muerte en las trincheras
La intensidad de la guerra de trincheras de la Primera Guerra Mundial supuso que alrededor del 10 % de los soldados murieran en la batalla, en comparación al 5 % que murió en las guerras de los bóeres y el 4,5 % en la Segunda Guerra Mundial. En el Frente Occidental, la cifra se elevaba al 12 %, mientras que la proporción total de tropas que se convertían en bajas (muertos o heridos) era del 56 %. Considerando que para cada hombre de infantería en la primera línea había unos 3 soldados de apoyo (artillería, suministros, sanidad, etc.), era muy improbable que un soldado sobreviviese al conflicto sin haber recibido algún tipo de herida. Es más, muchos soldados fueron heridos varias veces en el curso del servicio.
Los servicios médicos eran primitivos, y los antibióticos todavía no se habían descubierto. Heridas relativamente pequeñas podían ser mortales por culpa de infecciones y gangrena. Los alemanes registraron que un 12 % de las heridas en las piernas y un 23 % de las de los brazos ocasionaban la muerte del herido, principalmente por infección. Los estadounidenses constataron que el 44 % de las bajas que desarrollaron gangrena terminaron muriendo. La mitad de los heridos en la cabeza murieron y solo un 1 % de los heridos en el abdomen sobrevivieron.
Tres cuartas partes de las heridas ocasionadas en la guerra procedieron del fuego de artillería. Las heridas de ese tipo eran normalmente más problemáticas que una herida de bala: la herida era menos limpia y tenía más probabilidades de infectarse. Esto triplicaba la probabilidad de muerte por herida en el pecho cuando la herida era de artillería. Además, la explosión de un obús también podía matar a través del traumatismo provocado por la onda expansiva. Por último, a las heridas físicas se añadían los daños psicológicos, siendo muy habitual el trastorno por estrés postraumático en el caso de personas que hubiesen soportado un bombardeo prolongado.
Como en otras muchas guerras, el principal asesino en la Primera Guerra Mundial eran las enfermedades. Las condiciones sanitarias de las trincheras eran muy malas, y solía haber numerosos casos de disentería, tifus y cólera. Muchos soldados sufrían problemas parasitarios y sus infecciones relacionadas. Además, otro caso habitual de muerte era por culpa de las temperaturas, dado que dentro de las trincheras en invierno era muy habitual encontrarse bajo cero.
El enterramiento de un muerto era un lujo que ninguno de los bandos solía poder permitirse. Los cadáveres permanecían en tierra de nadie hasta que la línea del frente se desplazaba, y para entonces solían estar inidentificables. En algunos campos de batalla, los cadáveres no se enterraron hasta después de la guerra, y en el Frente Occidental todavía siguen apareciendo restos en los campos en donde se libraron las batallas.

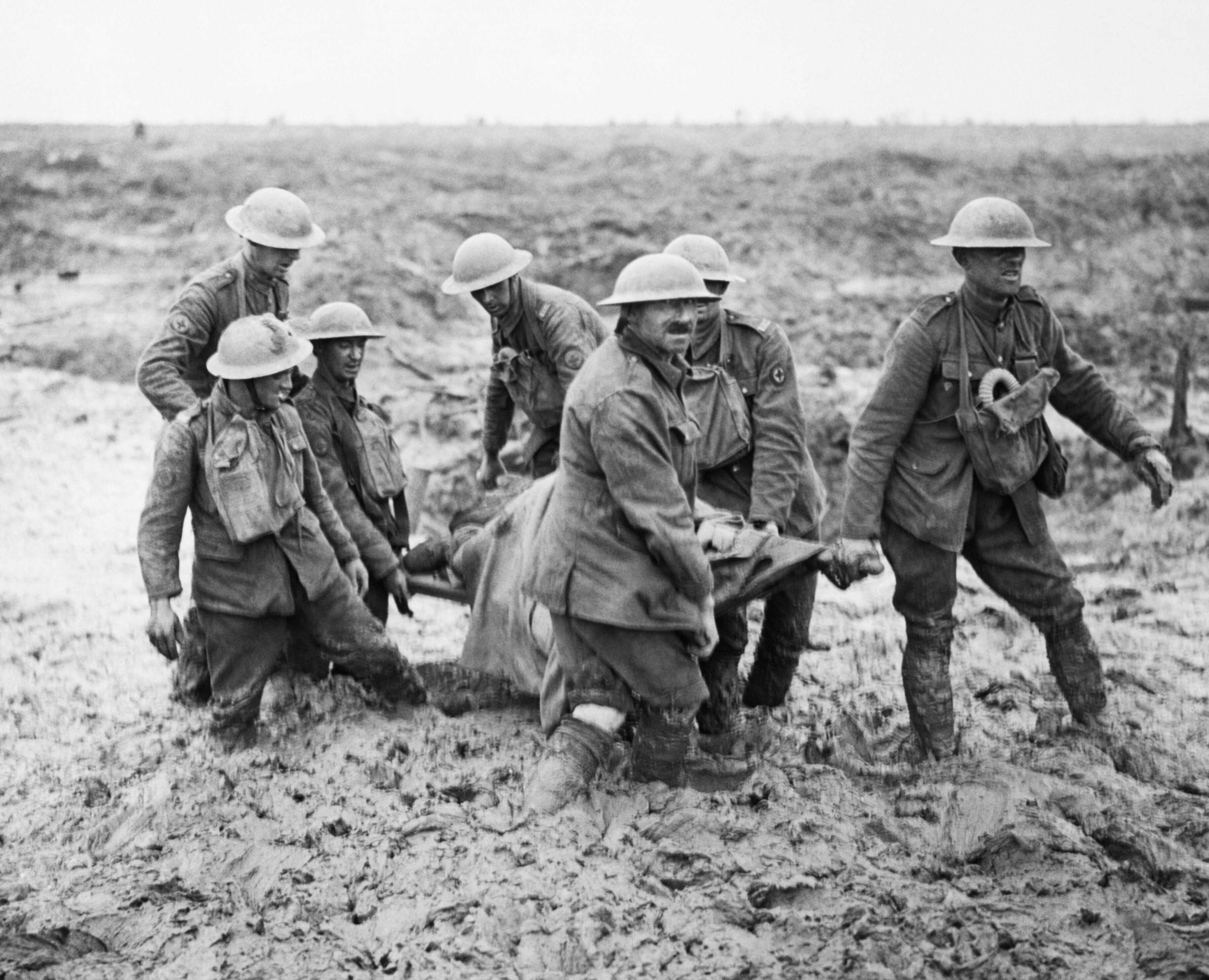
Transportando heridos en Passendale (agosto de 1917).

En varios momentos durante la guerra, sobre todo al principio, se organizaban vías oficiales para que se pudiese recoger a los heridos en tierra de nadie y para poder enterrar a los cadáveres. Sin embargo, lo habitual era que los altos mandos no aprobasen ningún alto en la ofensiva por razones humanitarias, y por ello ordenaban a las tropas no permitir a nadie recoger los cadáveres en tierra de nadie. En cualquier caso, los soldados solían ignorar esta orden en las trincheras, porque sabían del beneficio mutuo que suponía permitir esas operaciones. Con ello, tan pronto como cesaban las hostilidades, salían partidas a recoger a los heridos, marcadas con banderas con una Cruz Roja, y a veces intercambiaban con los enemigos unos heridos por otros. En algunas ocasiones, este alto el fuego extraoficial se utilizaba para hacer un reconocimiento o reforzar una guarnición.
Una tregua muy famosa fue la tregua de Navidad entre soldados británicos y alemanes en el invierno de 1914, en el frente cercano a Armentières. Los soldados alemanes comenzaron a cantar villancicos y pronto los soldados dejaron las trincheras. Los soldados de ambos bandos intercambiaron regalos e historias, e incluso jugaron algunos partidos de fútbol. Sin embargo, los generales de los ejércitos desaprobaban estas treguas, y los británicos llegaron a organizar un consejo de guerra a varios de sus soldados.

## Armamento en la guerra de trincheras

### Armas de infantería

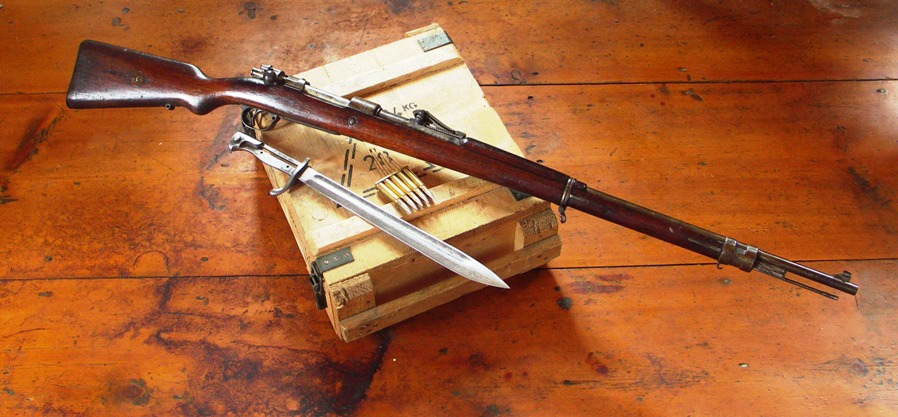
Fusil alemán Mauser Gewehr 98.

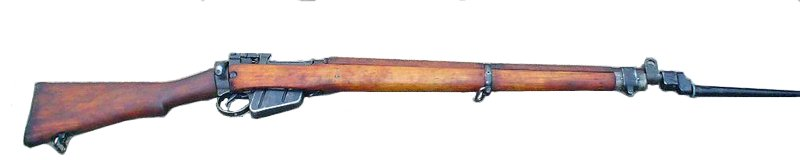
Fusil británico Lee-Enfield n.º 4 Mk I.

El soldado de infantería común tenía cinco armas a su disposición en las trincheras: el fusil, la bayoneta, la escopeta, la granada, y la pistola.
El fusil británico estándar era el Short Magazine Lee-Enfield (SMLE) de 7,70 mm, diseñado originalmente como una carabina para la caballería, con un alcance máximo de 1280 m (1400 yd), aunque su alcance efectivo estaba más cercano a los 180 m (197 yd). El entrenamiento británico enfatizaba el disparo rápido más que la puntería. A comienzos de la guerra, los británicos fueron capaces de derrotar a los alemanes en la batalla de Mons y en la primera batalla de Ypres mediante los disparos de fusil en masa. No obstante, a medida que la guerra de trincheras se fue desarrollando, la posibilidad de reunir una línea de fusileros era rara.
Por su parte, los alemanes contaban con el Mauser Gewehr 98 (G98) de 7,92 mm, que era tan bueno o incluso mejor que el británico en lo que respecta a fiabilidad, alcance y precisión. Estaba, sin embargo, menos preparado para el fuego rápido, debido a que su depósito admitía la mitad de cartuchos que el fusil británico.

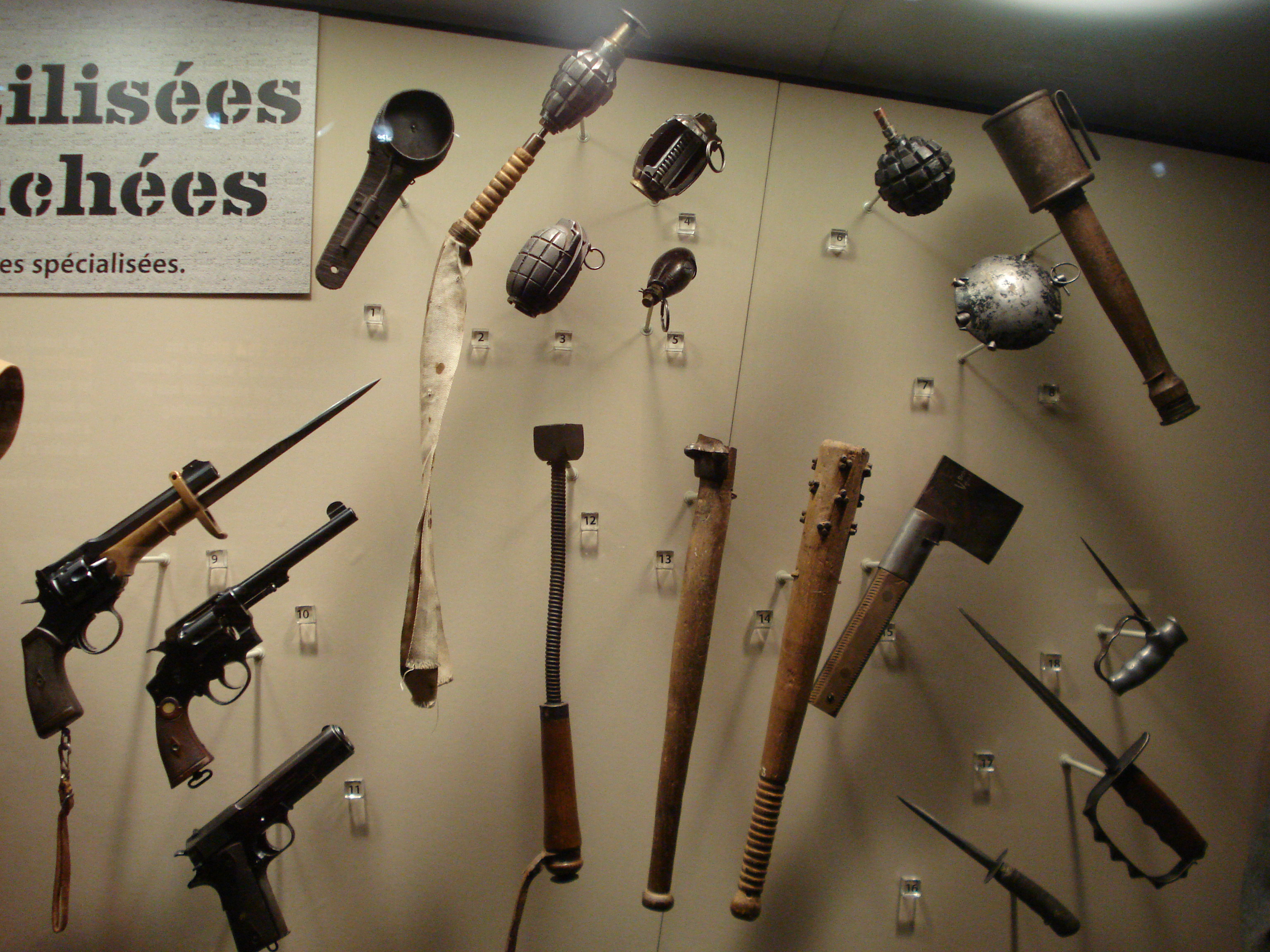
Varias armas de trinchera utilizadas por soldados británicos y canadienses en la Primera Guerra Mundial en exhibición en el Museo de Guerra de Canadá

Los fusiles franceses (Lebel Modelo 1886) y rusos (Mosin-Nagant) eran en general inferiores a los alemanes y británicos en la mayoría de los campos, y especialmente en fiabilidad y acabado.
El soldado británico estaba equipado con una espada-bayoneta de unos 53 cm (21 plg), que era demasiado larga para ser empleada, particularmente en combates cuerpo a cuerpo. No obstante, usar la bayoneta era más seguro que disparar un fusil en esos momentos, puesto que en una mêlée (combate cuerpo a cuerpo inesperado) se podía herir o matar a un compañero en lugar de al enemigo. Los registros británicos muestran que solo el 0,3 % de las heridas eran causadas por bayonetas, aunque un ataque con bayoneta era muy probable que acabase con la muerte del enemigo. Una carga con bayoneta podía ser efectiva para inducir el terror en las filas enemigas y animarles a huir o a rendirse. Se utilizaba mucho para rematar a enemigos heridos durante un avance, ahorrando munición a la vez que se reducía la posibilidad de ser atacados desde la retaguardia. Los soldados imperiales ingleses también llevaban su propia bayoneta M1898 «Butcher-blade» (cuchillo de carnicero), que era un arma mortal en campo abierto, pero que también planteaba muchas dificultades de uso en las estrechas trincheras.
Muchos soldados preferían un arma tipo espada corta o incluso herramientas de construcción de trincheras antes que la bayoneta. En ese caso afilarían los bordes de la hoja de la pala para que fuese tan efectiva como una bayoneta, mientras que su longitud más corta la hacía más manejable en las trincheras. Estas herramientas también podían usarse para cavar una vez se hubiese tomado una trinchera.
Dado que las tropas a menudo no estaban equipadas adecuadamente para la guerra de posiciones, en las primeras batallas eran habituales las armas improvisadas, como puñales y mazas de madera con refuerzos metálicos, así como todo tipo de cuchillos cortos e incluso puños americanos. A medida que la belicosidad siguió adelante se fue mejorando el equipamiento y se desecharon este tipo de armas improvisadas.
Las escopetas las utilizaron principalmente los estadounidenses en el frente occidental. En lugar de una única bala a gran velocidad, la escopeta dispara un número mayor de esferas de metal llamadas perdigones. Si bien un solo perdigón causa mucho menos daño que una bala de fusil, la carga estándar de un cartucho de escopeta solía causar muchas heridas graves a corta distancia, incrementando las posibilidades de una herida que dejase al enemigo fuera de combate. Una escopeta cargada con cartuchos era un arma formidable a corto alcance, hasta el punto de que Alemania hizo una protesta formal sobre su uso el 14 de septiembre de 1918, estableciendo que «todo prisionero al que se le encuentre en su poder ese tipo de armas o munición pone en riesgo su vida» (aunque esta amenaza aparentemente no llegó a llevarse a cabo). Los militares estadounidenses comenzaron a usar escopetas especialmente modificadas para la guerra de posiciones, con cañones más cortos, depósitos de mayor capacidad, sin seguro, y a menudo se equipaban con escudos disipadores de calor y con rieles de bayoneta para montar la bayoneta M1917. Todavía existen descendientes de esta arma, en la forma de la escopeta de combate, y su prima la escopeta antidisturbios. También se sabe que los ANZAC y algunos soldados británicos emplearon la escopeta recortada en las incursiones nocturnas, por su poco volumen, efectividad en el cuerpo a cuerpo y facilidad de uso dentro de la trinchera. Sin embargo, esta práctica no era oficial, y se utilizaban escopetas civiles modificadas para su nuevo uso.
La granada de mano, por su parte, se convirtió en la principal arma de la infantería en la guerra de trincheras. Ambos bandos fueron rápidos a la hora de entrenar escuadrones especialistas en bombardeos. La granada permitía al soldado atacar al enemigo sin exponerse directamente, y no requería la precisión del fusil para matar a un hombre. Los alemanes y otomanos estaban bien equipados con granaderos desde el comienzo de la conflagración, pero los británicos habían dejado de utilizarlos en la década de 1870 y no esperaban una guerra de asedio, con lo que al principio de la guerra los soldados tuvieron que improvisar granadas sobre la marcha, con lo que fuese que tuviesen a su disposición. A finales de 1915, los ingleses introdujeron una granada de mano propia, la Bomba Mills, y a finales de la guerra se habían usado 75 millones de ellas.

### Ametralladoras
La ametralladora es posiblemente el arma más característica de la guerra de asedio, con la imagen de oleadas de infantería siendo abatidas por ráfagas de balas. Los alemanes ya habían empleado esta arma con anterioridad; en 1904 cada regimiento estaba equipado con una, y el personal que la manejaba eran unidades de infantería de élite. Después de 1915, la MG 08/15 fue la ametralladora estándar del ejército alemán. Su designación pasó a formar parte del idioma alemán, con el significado de «rutinario, nada especial, no digno de mención». En Galípoli y Palestina los turcos aportaban la infantería, pero normalmente eran los alemanes quienes manejaban las ametralladoras.

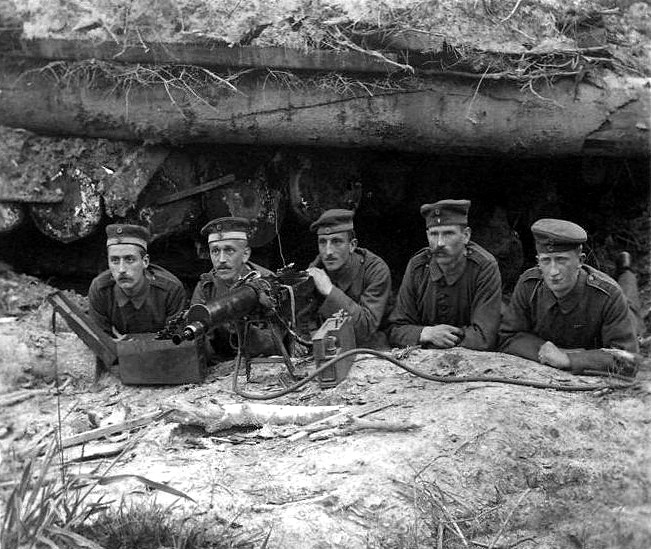
Nido de ametralladora alemán.

El alto mando británico era más reacio a emplear esta arma, supuestamente por considerarla «poco deportiva» y por pensar que animaba a la lucha defensiva, por lo que tardaron más que los alemanes en adoptarla. El mariscal de campo Sir Douglas Haig dijo en 1915: «The machine gun is a much overrated weapon; two per battalion is more than sufficient» (La ametralladora es un arma muy sobrevalorada; dos por batallón es más que suficiente), lo cual acabó en un número récord de bajas británicas.
En 1915 se formó el Cuerpo de Ametralladoras, con la finalidad de proveer de suficientes equipos de ametralladoras pesadas al ejército. Fueron los canadienses los mejores en este campo, siendo los pioneros en técnicas como el fuego indirecto (pronto adoptadas por todos los ejércitos aliados) bajo la guía de un antiguo oficial de la reserva del ejército francés, el Mayor General Raymond Brutinel. Para satisfacer la demanda, se contrató la producción de la ametralladora Vickers con empresas de los Estados Unidos. Para 1917, todas las compañías de las fuerzas británicas estaban equipadas con cuatro ametralladoras ligeras Lewis, lo que incrementó significativamente su poder de fuego.

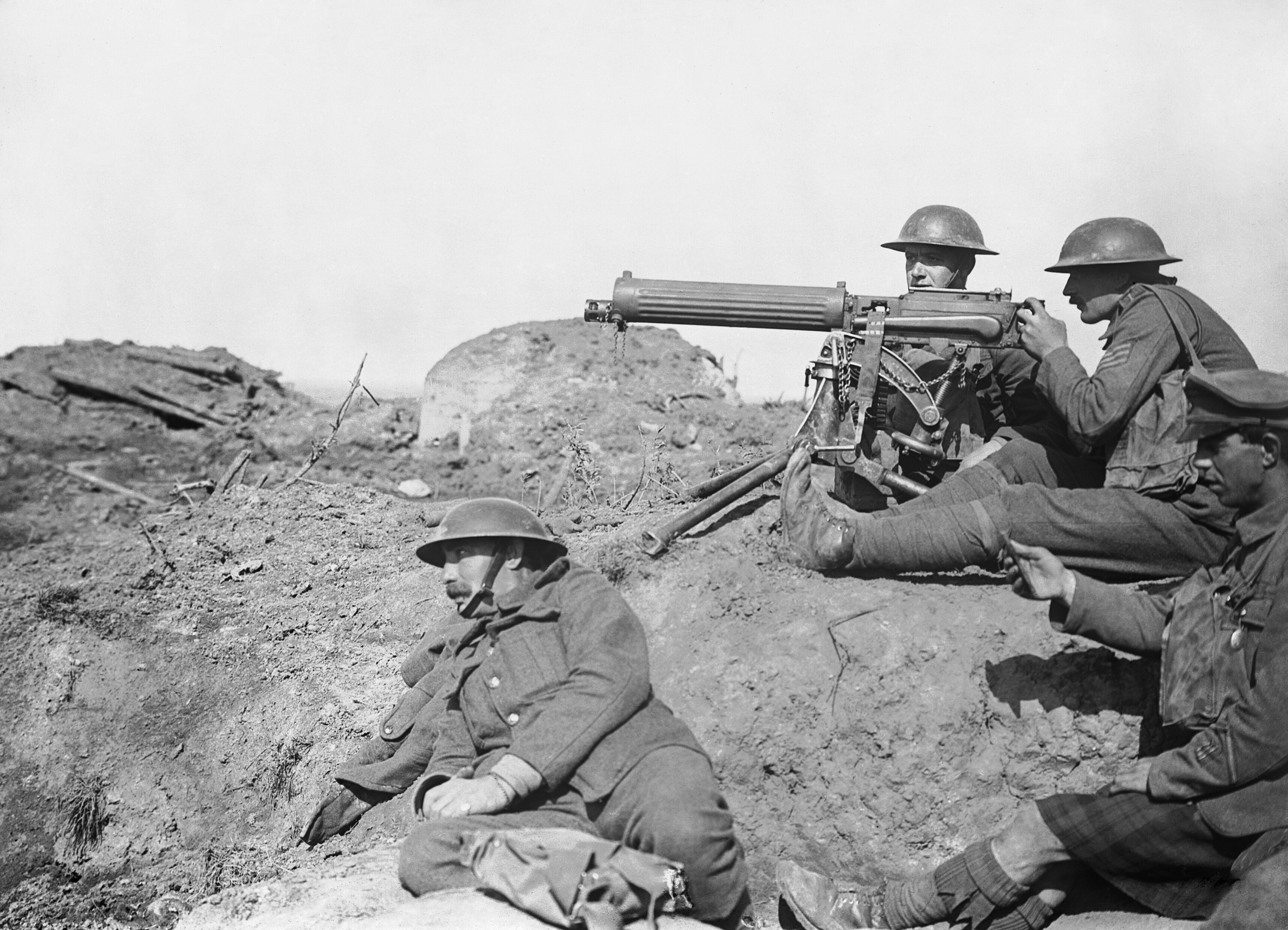
Ametralladora Vickers.

La ametralladora pesada era un arma de especialista, y en una guerra de posiciones se utilizaba de manera científica, con campos de fuego calculados cuidadosamente, de forma que en el momento en que se tuviese noticia de una explosión en el lugar exacto, se dirigiese contra el parapeto enemigo o contra la zona de alambrada destruida. También podía emplearse como artillería ligera, bombardeando trincheras distantes. Estas armas necesitaban un equipo de unas ocho personas para moverlas, mantenerlas y tenerlas abastecidas de munición.

### Morteros
Los morteros eran armas que lanzaban proyectiles a una distancia relativamente corta y con trayectoria parabólica. Fueron utilizados ampliamente como forma de atacar las trincheras frontales y cortar las alambradas en preparación de un asalto. En 1914, los británicos lanzaron un total de 545 granadas de mortero. En 1916 lanzaron más de 6 500 000.
El principal mortero británico era el mortero Stokes, que era el precursor del mortero moderno. Era un mortero ligero, pero fácil de usar y capaz de mantener una velocidad de disparo muy alta gracias a la carga propulsora incorporada en su proyectil. Para disparar un mortero Stokes, se dejaba caer el proyectil en su cañón y era automáticamente disparado al momento de golpear el percutor del fondo.
Los alemanes empleaban una variedad de morteros. Los más pequeños eran llamados «lanzagranadas» (Granatenwerfer) que disparaban bombas de racimo. Los morteros medianos recibían el nombre de «lanzaminas» (Minenwerfer), llamados «minnies» por los británicos. El mortero pesado se llamaba Ladungswerfer y lanzaba «torpedos aéreos» que contenían unos 90 kg de carga explosiva, a una distancia de más de 915 m (1001 yd). El vuelo del obús era tan lento que los hombres que se encontraban en el objetivo podían intentar buscar refugio.

### Artillería
La artillería dominaba el campo de batalla en la guerra de trincheras, del mismo modo que la fuerza aérea domina la guerra moderna. Un ataque de infantería raramente tenía éxito si se hacía más allá de la línea que cubría su artillería de apoyo. Además de disparar a la infantería enemiga, la artillería se enzarzaba en batallas con el enemigo para intentar destruir sus baterías de cañones.
La artillería disparaba principalmente obuses de fragmentación, explosivos o, más adelante en la guerra, de gas. Los británicos también experimentaron con obuses incendiarios que hiciesen arder los bosques y las ruinas.

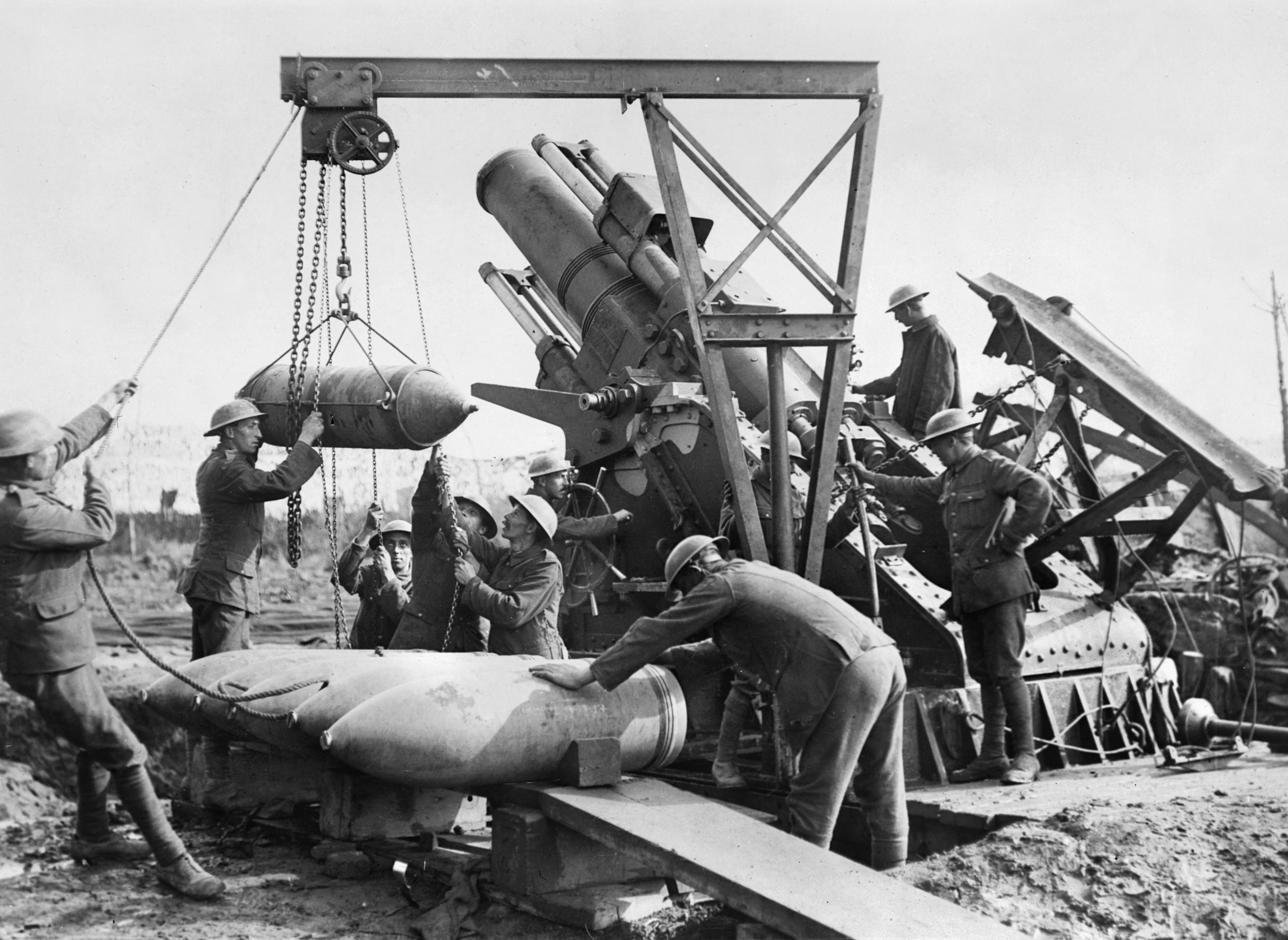
Artilleros británicos cargando un obús.

Las piezas de artillería eran de dos clases: cañones y obuses. Los cañones disparaban proyectiles de alta velocidad en una trayectoria plana y a menudo se utilizaban para lanzar shrapnel y cortar la alambrada enemiga. Los obuses disparaban el obús sobre una trayectoria alta, de forma que cayesen contra el suelo. La pieza de artillería de mayor tamaño era el obús alemán de 420 mm: pesaba 20 t y podía lanzar un obús de una tonelada a una distancia de 10 km.
Una característica crítica de las piezas de artillería modernas era el mecanismo de recarga hidráulico, que permitía que el cañón no tuviese que bajarse para recargarlo después de cada disparo. Inicialmente cada cañón necesitaba registrar su objetivo, lo cual alertaba al enemigo del inminente ataque. Hacia el final de 1917, las técnicas habían evolucionado de forma que no fuese necesario.

### Gas
El gas lacrimógeno lo emplearon los franceses por primera vez en agosto de 1914, pero solo servía para dejar al enemigo momentáneamente fuera de combate. En abril de 1915 los alemanes utilizaron por primera vez el cloro en la segunda batalla de Ypres. Una dosis lo suficientemente grande podía matar, aunque el gas era fácil de detectar tanto por el olfato como por la vista. Por otro lado, los que no morían por la exposición podían sufrir daños pulmonares permanentes.
El fosgeno, usado por primera vez en 1915, era el gas más mortífero empleado en la Primera Guerra Mundial. Era 18 veces más poderoso que el cloro y mucho más difícil de detectar. Sin embargo, el gas más efectivo era el gas mostaza, introducido por Alemania en julio de 1917. No era tan mortífero como el fosgeno, pero era difícil de detectar y permanecía en la superficie del campo de batalla y con ello podía causar bajas durante un período más prolongado. Las quemaduras que producía eran tan terroríficas que era muy raro que un herido por exposición al gas mostaza pudiera volver a estar capacitado para luchar de nuevo. Solo el 2 % de los heridos por gas mostaza morían, principalmente por infecciones secundarias.
El primer método de empleo del gas era soltarlo desde un cilindro cuando el viento era favorable. Esta técnica era obviamente muy peligrosa, tanto por los eventuales cambios en el viento como por la posibilidad de que los cilindros fueran rotos en un bombardeo (puesto que era necesario ponerlos en la primera línea de batalla). Más tarde el gas se lanzaba mediante la artillería, dentro de obuses especialmente diseñados.

### Cascos
Durante el primer año de la Primera Guerra Mundial, ninguna de las naciones combatientes equipaba a sus tropas con cascos de acero. Los soldados que iban a la batalla utilizaban simples gorros de tela o de cuero que no ofrecían ninguna protección a las heridas por armas modernas. Las tropas alemanas empleaban el tradicional Pickelhaube de cuero (gorro terminado en un pico), con una cubierta de tela para proteger el cuero de las salpicaduras de lodo y reducir su visibilidad. Cuando la lucha entró en la fase de guerra de trincheras, el número de heridas letales que las tropas recibían por la metralla se incrementó dramáticamente.

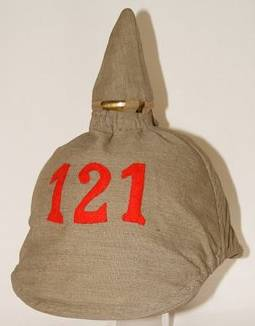
Casco alemán Pickelhaube.

Los franceses fueron los primeros en ver la necesidad de una mayor protección e introdujeron los cascos de acero en el verano de 1915. El casco Adrian (diseñado por August-Louis Adrian) reemplazaba el tradicional quepis, y fue después adoptado por los ejércitos belga e italiano.

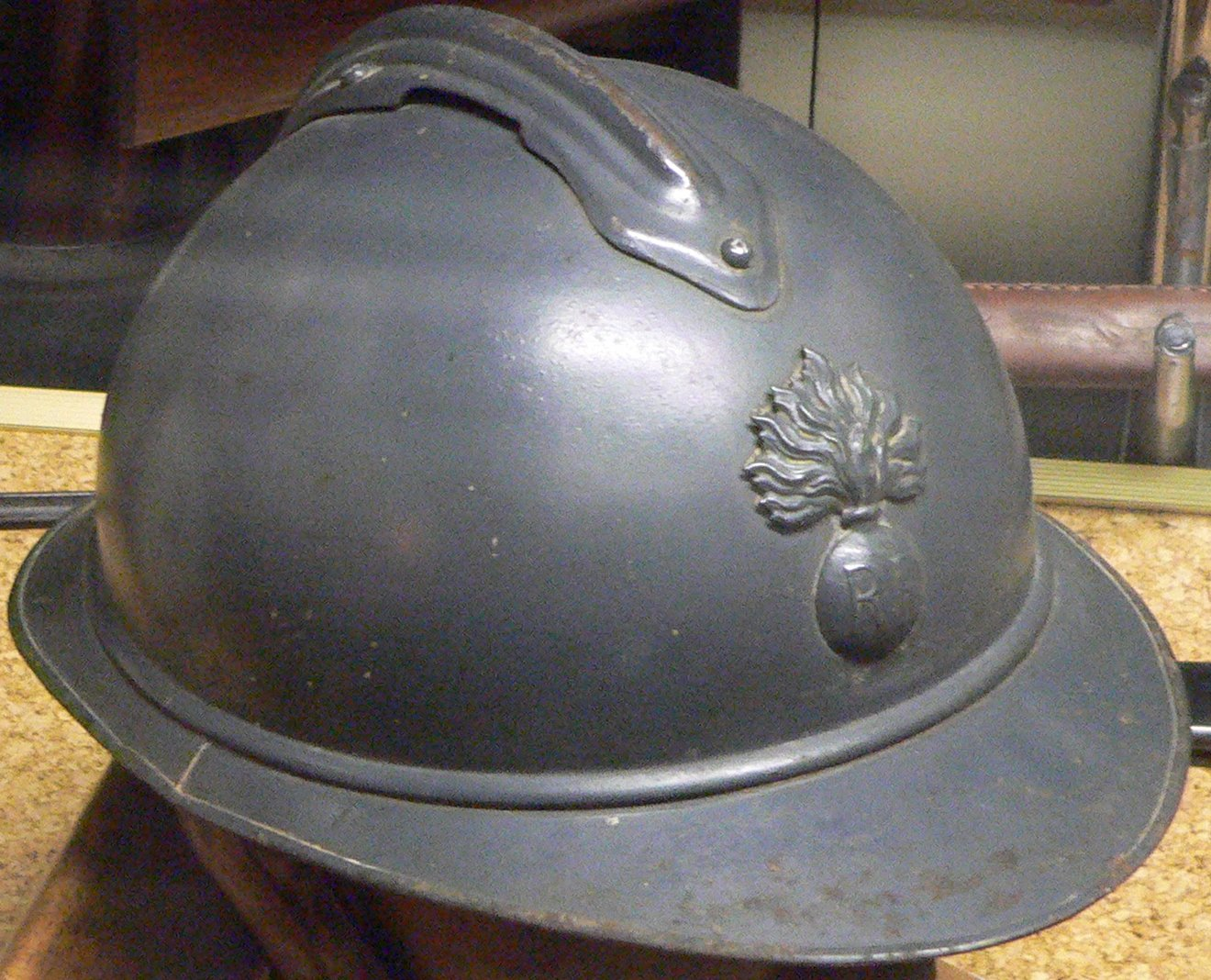
Casco Adrian de la infantería francesa.

Más o menos por esas fechas los británicos también estaban desarrollando sus propios cascos. El diseño francés fue rechazado por no ser lo suficientemente fuerte y por ser difícil de producir en masa. El modelo que finalmente se aprobó fue el casco Brodie (diseñado por John L. Brodie). Tenía un ala más ancha para proteger al soldado de objetos que cayesen desde el cielo, pero ofrecía menos protección a la altura del cuello. Cuando los estadounidenses entraron en la guerra, eligieron este diseño.

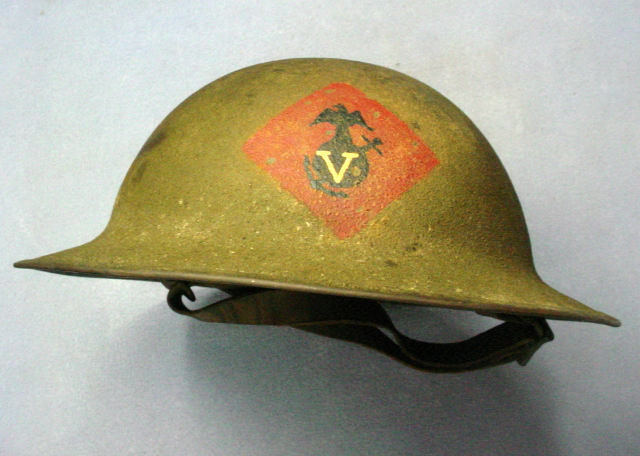
Casco M1917 de tipo Brodie de las fuerzas estadounidenses.

El tradicional pickelhaube fue reemplazado por el M1916 Stahlhelm (literalmente casco de acero) en 1916. Algunas tropas de élite italianas emplearon también un casco derivado de los modelos de la Antigua Roma.

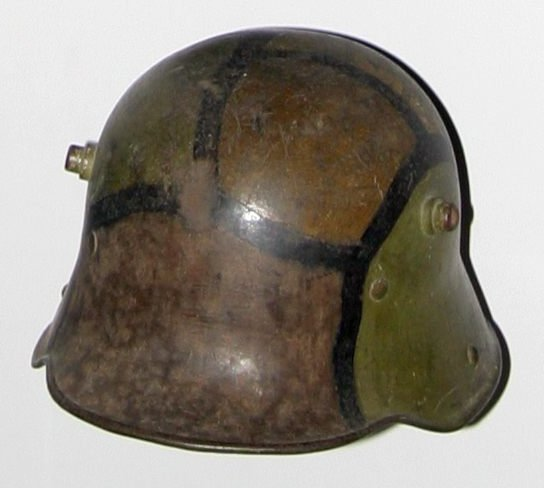
Casco alemán modelo M1916 con pintura de camuflaje.

Sin embargo, ninguno de estos diseños estándar podía proteger la cara o los ojos. Se diseñaron protectores especiales para los artilleros, y los belgas probaron gafas de protección para proteger los ojos.

### Alambradas
El uso del alambre de púas era decisivo a la hora de ralentizar a la infantería a través del campo de batalla. Sin él la infantería más rápida (o la caballería) podría cruzar las líneas y llegar a las bases y artillería enemiga. Una vez ralentizados, era más probable que acabasen abatidos por la artillería o por los defensores de infantería. Liddell Hart identificó al alambre de púas y a la ametralladora como los elementos que había que vencer para poder recuperar la guerra móvil.
Las alambradas normalmente se construían por la noche en los sectores activos.

### Fuerza aérea
La finalidad principal de las aeronaves en la guerra de trincheras era el reconocimiento y la observación de la artillería. El papel de los cazas era proteger a las aeronaves de reconocimiento amigas y destruir las enemigas, o al menos impedirles la libertad de movimientos. Esto suponía conseguir la superioridad aérea mediante la destrucción también de los cazas enemigos. Las aeronaves de localización seguirían la caída de las bombas durante el registro de la artillería. Las de reconocimiento harían un mapeo de las trincheras enemigas (primero con dibujos a mano, y más tarde con fotografías), un seguimiento del movimiento de tropas y la localización de las baterías de artillería enemigas para su destrucción con bombardeos. Los pilotos más ingeniosos llevaban consigo ladrillos para dejarlos caer sobre el enemigo en sus vuelos.[cita requerida]

### Otras armas
Los alemanes utilizaron lanzallamas (Flammenwerfer) durante la guerra, pero dado que la tecnología todavía estaba en sus comienzos, su valor era sobre todo psicológico.
A medida que la guerra iba avanzando, desde aviones se lanzaron las flechettes, que eran dardos metálicos con aletas para que cayeran de punta.

## Minas

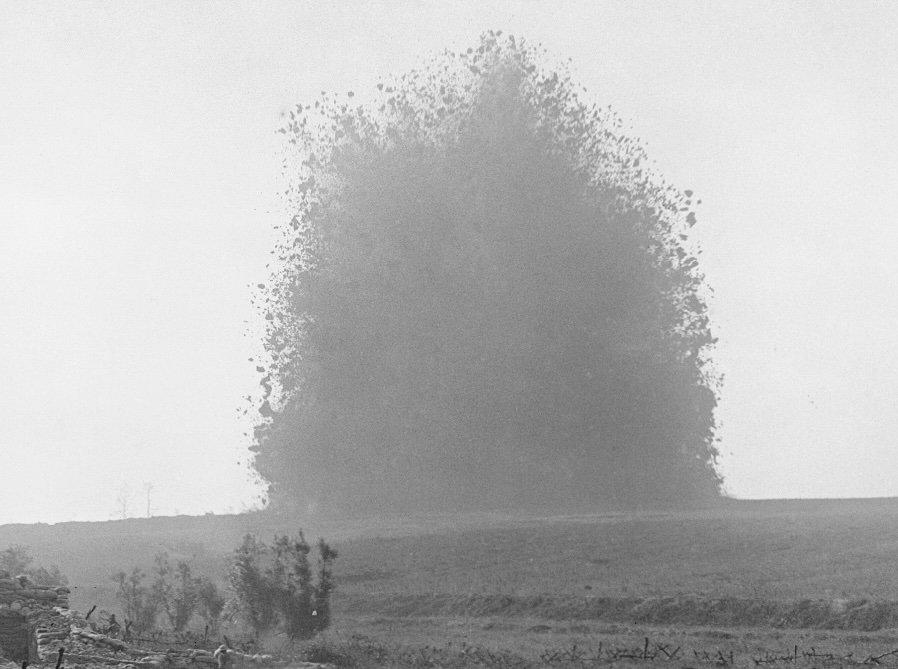
Voladura de la primera galería subterránea bajo el campo de batalla del Somme. 7:20 de la mañana, 1 de julio de 1916.

Ambos bandos se verían envueltos en grandes competiciones de minados y contraminados. La tierra seca del Somme estaba especialmente preparada para la construcción de zapas. Sin embargo, con la ayuda de los explosivos era también posible excavar en terrenos como Flandes. Había compañías especializadas en tunelados, normalmente formadas por personas que tenían experiencia civil como mineros de carbón, que construían túneles dentro de la tierra de nadie y debajo de las trincheras enemigas. Estas minas se rellenaban entonces de explosivos y eran detonadas, produciendo un gran cráter. Con ello se perseguían dos propósitos: destruir la trinchera enemiga y, gracias al montículo que producía alrededor del cráter, servir como «trinchera» cercana a la línea enemiga. Por ello, cuando se detonaba una mina, los dos bandos corrían para ocupar y fortificar el cráter.
Si los mineros detectaban un túnel enemigo, normalmente cavarían un contratúnel, llamado camouflet, que sería detonado en un intento de destruir el otro túnel antes de tiempo. Asimismo se realizaban escaramuzas nocturnas con la finalidad expresa de destruir los trabajos enemigos. En alguna ocasión, los túneles se encontraban y se producía la lucha bajo tierra.
Estas actividades servían igualmente para poder mover a las tropas sin ser vistas. En una ocasión se movilizó una división entera a través de túneles interconectados sin que pudiesen ser observados por los alemanes.
Los británicos hicieron detonar una serie de minas el 1 de julio de 1916, el primer día de la Batalla del Somme. Las minas más grandes contenían 24 t de explosivos y fueron detonadas cerca de La Boiselle, lanzando la tierra hasta 1220 m (4003 pies) de altura.
A las 5.10 del 7 de junio de 1917, los británicos detonaron 19 minas para lanzar el ataque que comenzó la Batalla de Messines. La mina media contenía 21 t de explosivos, y las más grandes (a 38 m (42 yd) por debajo de St. Eloi) tenían el doble de esa cantidad. La fuerza combinada de la detonación de los explosivos supuestamente llegó a sentirse en Inglaterra. Las pérdidas entre los alemanes fueron de unos 10 000 hombres. El General Sir Charles Harrington comentó:

"No sé si cambiaremos la historia mañana, pero con seguridad alteraremos la geografía".

Se desplegaron otras tres minas en Messines que no fueron detonadas debido a que cambió la situación táctica. Una estalló durante una tormenta eléctrica en 1955, y las otras permanecen bajo tierra al día de hoy.
Los cráteres que dejaron éstas y otras minas en el frente occidental todavía son visibles.

## Batallas

### Estrategia
La guerra de trincheras se centra en alguno de estos dos planteamientos fundamentales: la guerra de desgaste o la batalla de ruptura. La guerra de desgaste se propone infligir al enemigo tal número de bajas que este sea incapaz de continuar la contienda; por su parte, las batallas de ruptura buscan un enfrentamiento demoledor mediante el cual las fuerzas atacantes rompen las posiciones enemigas para a continuación, sirviéndose de tropas de refresco (generalmente, la caballería), consolidar la posición recién conquistada. Ambos tipos de batallas se libraron en el frente occidental de la Primera Guerra Mundial: en abril de 1915, los alemanes intentaron forzar la situación en la segunda batalla de Ypres recurriendo por vez primera al gas venenoso, mientras que, en el lado británico, el general Douglas Haig buscó la victoria en el Somme en 1916 y en Flandes en 1917. El enfrentamiento de desgaste más famoso en el frente fue la batalla de Verdún, donde el único propósito alemán era «desangrar al ejército francés hasta que se quedase blanco».

### Tácticas
Las tácticas en las primeras fases de la Primera Guerra Mundial eran parecidas a las del siglo XIX, con la infantería avanzando en grupos de formaciones compactas buscando resolver la batalla mediante la bayoneta. La aparición de la ametralladora hizo que estas tácticas fuesen ineficaces y muy costosas.

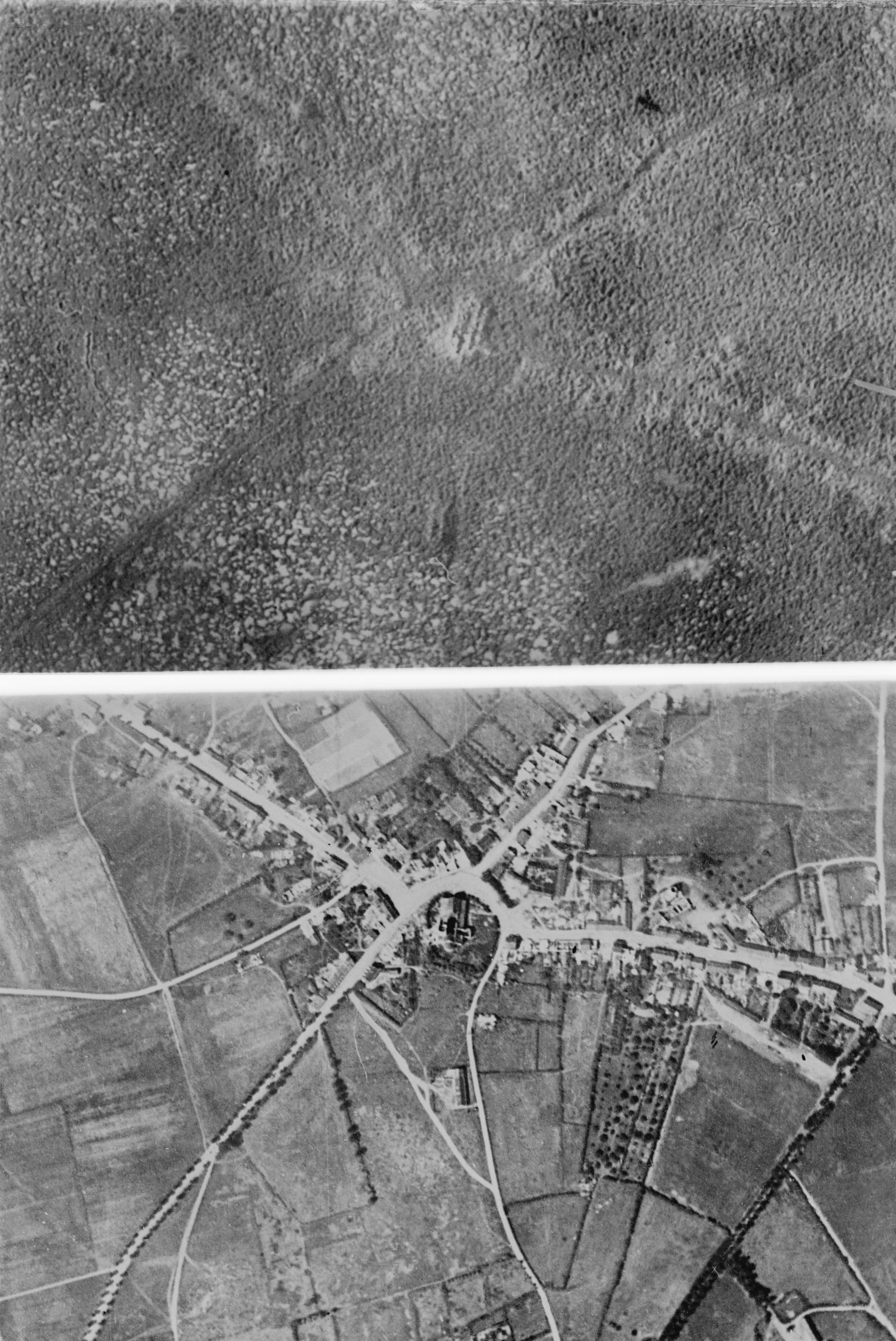
Pueblo de Passendaele, antes y después de la tercera batalla de Ypres.

El papel de la artillería cambió dramáticamente durante la guerra. Originalmente los cañones de campaña estaban situados con las unidades de infantería, disparando directamente a objetivos visibles. Se desarrollaron una variedad de usos para el fuego indirecto, incluyendo bombardeos que buscaban matar o dejar fuera de combate a las tropas enemigas a través de la tierra de nadie, y la utilización de bombardeos para cortar alambradas, con objeto de dejar el paso libre a través del alambre de púas.
Los bombardeos aliados se fueron sofisticando a comienzos de 1917. Se desarrollaron dos tipos de bombardeos: en el primero, el bombardeo seguía a la infantería siempre por delante, protegiéndola de los defensores en un ataque. La segunda bombardeaba una «caja», dejando protegido y aislado al interior de la misma mediante una muralla de explosiones. Estos bombardeos se aplicaron con éxito en batallas a gran escala e incluso en escaramuzas. Otro tipo de bombardeo se centraba en un primer objetivo, y luego se elevaba para caer en un segundo objetivo más apartado. Sin embargo, este bombardeo normalmente esperaba mucho de la infantería, y el resultado final solía ser que la artillería iba más rápida que los atacantes y les dejaba sin protección. Esto llevó al uso del bombardeo rodante, que se elevaba más frecuentemente pero en escalones más pequeños, moviéndose tan lentamente que los atacantes podían moverse de cerca por detrás.
La infantería atacante en la primera parte de la guerra estaba cargada habitualmente con herramientas de fortificación (bolsas de arena, picos y palas, así como alambre de púas). Con ello buscaban fortificar las trincheras capturadas para un contraataque. Los alemanes enfatizaron mucho el contraataque para recuperar el terreno perdido, lo cual comenzó a ser muy costoso a partir de 1917, cuando los británicos empezaron a limitar sus avances con el fin de ser capaces de anticipar contraataques desde una posición de fuerza.

### Comunicaciones
La mayor dificultad a la que se enfrentaba una fuerza de ataque en una batalla de trincheras eran las comunicaciones. La tecnología inalámbrica estaba todavía en sus comienzos, por lo que los métodos existentes eran el teléfono de campaña, el telégrafo óptico, las lámparas de señalización, las palomas mensajeras y los corredores, y ninguno de ellos era del todo fiable. El teléfono de campaña era el más efectivo, pero las líneas eran extremadamente vulnerables a los bombardeos, por lo que solían cortarse pronto en la batalla. Como forma de luchar ante esto, las líneas de teléfono se montaban en una figura en escalera, de forma que tuviesen muchos caminos redundantes. Las bengalas y los cohetes se usaban para señalizar que se había alcanzado un objetivo, o para solicitar un apoyo de artillería que ya había sido previsto de antemano.
No era inusual que un comandante de batallón o de brigada tuviese que esperar dos o tres horas para conocer algo del proceso de un ataque, y para entonces cualquier decisión basada en el mensaje estaría probablemente ya desfasada. También pasaría un período similar para transmitir las noticias a una división y al centro de mando. Consecuentemente, el resultado de muchas batallas de trincheras las decidían los comandantes de las compañías o de los batallones, con las decisiones que tomaban en el mismo momento de la lucha.

## Rompiendo el punto muerto

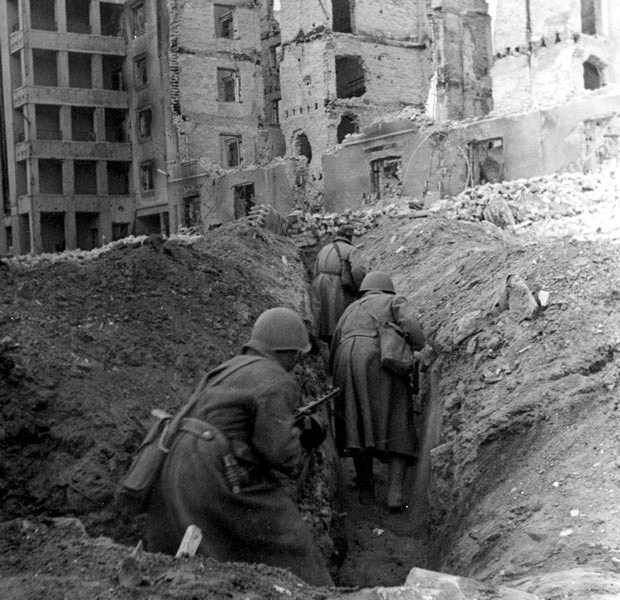
Soldados soviéticos corriendo por las ruinas durante la batalla de Stalingrado, en 1942.

A través de la Primera Guerra Mundial, los principales combatientes poco a poco fueron buscando alguna vía para romper el punto muerto en el que se encontraban en la guerra de trincheras, comenzando con los franceses y los alemanes, si bien los británicos y las fuerzas del Imperio también contribuyeron al aprendizaje colectivo.
Con la retirada de Rusia de la guerra, los alemanes fueron capaces de reforzar su frente occidental con tropas del frente oriental. Esto les permitió sacar a unidades de la línea de combate y entrenarlas en nuevos métodos y tácticas como tropas de asalto (Sturmtruppen). Los nuevos métodos implicaban a hombres lanzándose al ataque en pequeños grupos, usando cualquier cobertura que hubiese a su disposición, y desplegando fuego de cobertura para otros grupos de la misma unidad a medida que avanzaban. Las nuevas tácticas (que pretendían conseguir la sorpresa acabando con posiciones enemigas atrincheradas) debían dejar de lado los puntos fuertes y atacar los puntos más débiles de la línea enemiga. Adicionalmente, se dieron cuenta de la inutilidad de crear un gran y detallado plan de operaciones desde la distancia, optando en su lugar por emplazar a oficiales jóvenes en el lugar para que ejercitasen su iniciativa. Estas tácticas demostraron ser muy exitosas en la ofensiva de la primavera de 1918 contra las fuerzas aliadas.
Los británicos habían ido aprendiendo lecciones tácticas ya desde la batalla del Somme en 1916. Se dieron cuenta de la necesidad de introducir unidades como el pelotón o la sección, como resultado de su experiencia en esa batalla, y el énfasis se trasladó desde la compañía (150-200 hombres) como unidad básica de maniobra al pelotón de unos diez hombres. El uso más exitoso de las nuevas tácticas de infantería combinadas con los nuevos procedimientos de artillería se consiguió en la batalla de la Loma de Vimy en abril de 1917.
Asimismo se desarrolló el carro de combate en el período de entreguerras, como forma de moverse por terrenos arrasados por el fuego enemigo. En la Primera Guerra Mundial todavía no llegaron a emplearse de forma efectiva en sus primeras acciones, y también fallaron en el papel de transporte blindado de personal. Rápidamente aparecieron las trincheras antitanque diseñadas específicamente para dificultar o bloquear el paso de blindados.
En el último año de la guerra, las tropas aliadas en Europa aplicaban lo que se conoció como tácticas de fuerzas combinadas, incorporando la cooperación entre infantería, artillería, ametralladoras, automóviles blindados y tanques, usando la comunicación sin cañones en algunos casos y utilizando pequeños grupos de hombres como unidad táctica básica para las maniobras.
En el período de entreguerras, estas técnicas sirvieron para que J.F.C. Fuller y B.H. Liddell Hart desarrollaran teorías sobre un nuevo tipo de lucha armada. Estas ideas también las desarrollaron los alemanes, y las pusieron en práctica en los primeros años de la Segunda Guerra Mundial. Las nuevas tácticas abrieron asimismo el paso para el éxito de la guerra táctica en 1938-1945, y el enfoque en pequeños equipos semiautónomos ejercitando su propia iniciativa en el campo de batalla, y que predominan en la guerra moderna.
El atrincheramiento siguió siendo un método valioso para reforzar los obstáculos naturales en líneas de defensa. Al comienzo de la batalla de Berlín, la última gran batalla europea de la Segunda Guerra Mundial, los rusos atacaron a través del río Oder a las tropas alemanas atrincheradas en Seelow. El atrincheramiento permitió a los alemanes sobrevivir el bombardeo de la concentración de artillería más grande de la historia, y también les permitió infligir a los soviéticos decenas de miles de bajas, gracias a la tierra pantanosa que había entre el río y las alturas, antes de tener que retirarse al oeste.

## La guerra de trincheras posterior a 1945

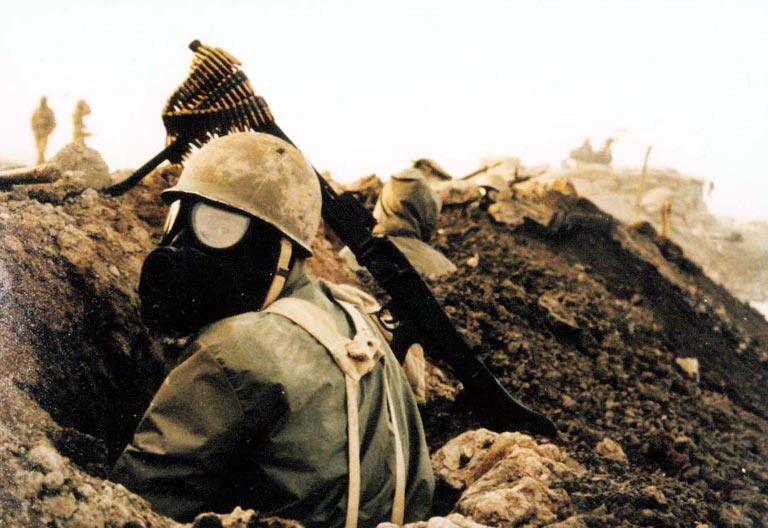
Un soldado iraní a cubierto en una batalla de la Guerra entre Irán e Irak (1980-88)

La guerra de posiciones volvió a aparecer en algunos momentos posteriores de la guerra de Corea (1950-1953) y en algunos lugares y combates de la guerra de Vietnam (1964-1975). Previo a ello, fue notable el uso defensivo de la trinchera en la formación de la fortaleza francesa de Dien Bien Phu, que terminó siendo tomada por los vietnamitas.
Durante la Guerra Fría (1947-1991), las fuerzas de la OTAN se entrenaban de forma rutinaria para luchar contra trabajos de fortificación denominados «Sistemas de trincheras de estilo soviético», que recibían el nombre por los complejos sistemas de fortificaciones de campaña creados por el Pacto de Varsovia, una extensión de las prácticas de atrincheramiento soviéticas desarrolladas en el Frente oriental de la Segunda Guerra Mundial.

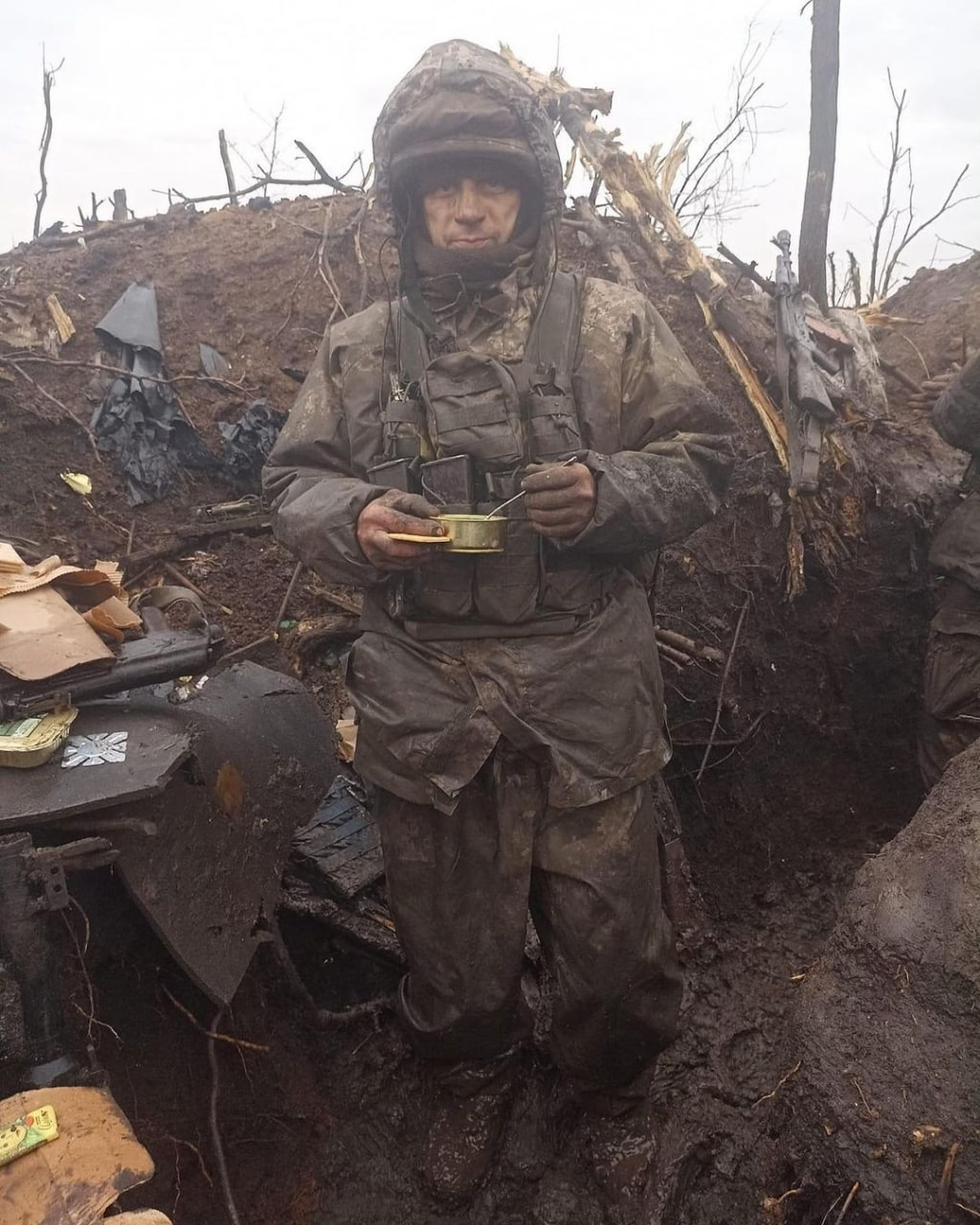
Un soldado ucraniano en una trinchera durante la batalla de Bajmut, durante la invasión rusa de Ucrania iniciada en 2022.

El ejemplo más citado de guerra de trincheras posterior a la Primera Guerra Mundial es la guerra entre Irán e Irak (1980-1988), en donde ambos ejércitos tenían un gran número de infantería con pequeñas armas modernas, pero muy poco blindaje, aviación y entrenamiento en armas combinadas. El resultado fue muy parecido a la Primera Guerra Mundial, con la utilización de trincheras y de armas químicas.
Otro ejemplo de guerra de posiciones fue la guerra entre Etiopía y Eritrea (1998-2002). El frente en Corea y las líneas frontales entre Pakistán e India en Cachemira son dos ejemplos de líneas de demarcación formadas mediante kilómetros de trincheras uniendo puestos fortificados (y en el caso de Corea, rodeadas por millones de minas terrestres).
Un ejemplo reciente de guerra de trincheras es la guerra del Dombás (2014-2022)  Para consolidar y defender su territorio, el gobierno ucraniano y las fuerzas rebeldes prorrusas han cavado trincheras y han iniciado una guerra que recuerda a la Primera Guerra Mundial, con tropas que permanecen en las trincheras y luchan desde ellas durante meses seguidos utilizando hormigoneras y excavadoras en sus líneas para excavar túneles de red y bunkers profundos para la protección. Después de los acuerdos de paz de Minsk, las líneas del frente no se movieron significativamente hasta la invasión rusa de Ucrania en 2022 y las dos partes en su mayoría dispararon morteros y tiros de francotiradores entre sí. Como resultado, ambos bandos cavaron elaboradas redes de trincheras y profundos búnkeres para protegerse.
La invasión rusa de Ucrania de 2022 también vio la construcción de líneas de trincheras y estructuras defensivas similares por ambos lados, especialmente después del final de la ofensiva rusa inicial, lo que resultó en una guerra estática de desgaste con avances lentos y duelos de artillería, especialmente en el óblast de Donetsk. Las imágenes de trincheras fangosas, tocones de árboles carbonizados en un paisaje acribillado por los proyectiles hicieron que la Batalla de Bajmut fuera emblemática por sus condiciones de guerra de trincheras, sin que ninguno de los bandos lograra avances significativos en medio de cientos de bajas reportadas diariamente. La tecnología moderna se ha adaptado a la guerra de trincheras y el uso de drones y redes móviles de comunicación es común. El campo de batalla ha sido descrito como "la Primera Guerra Mundial con Inteligencia, Vigilancia y Reconocimiento del siglo XXI".

## En la cultura popular
- Alas (película de 1927)
- Sin novedad en el frente, de Erich Maria Remarque (novela de 1929)
- Sin novedad en el frente (película de 1930)
- Westfront 1918 (Vier von der Infanterie) (película alemana de 1930)
- Die andere Seite (película alemana de 1931)
- Paths of Glory (película de 1957)
- Sin novedad en el frente (película de 1979)
- Largo domingo de noviazgo (película de 2003)
- 1917 (película de 2019)
- Sin novedad en el frente (película de 2022)